# Storia di Amsterdam

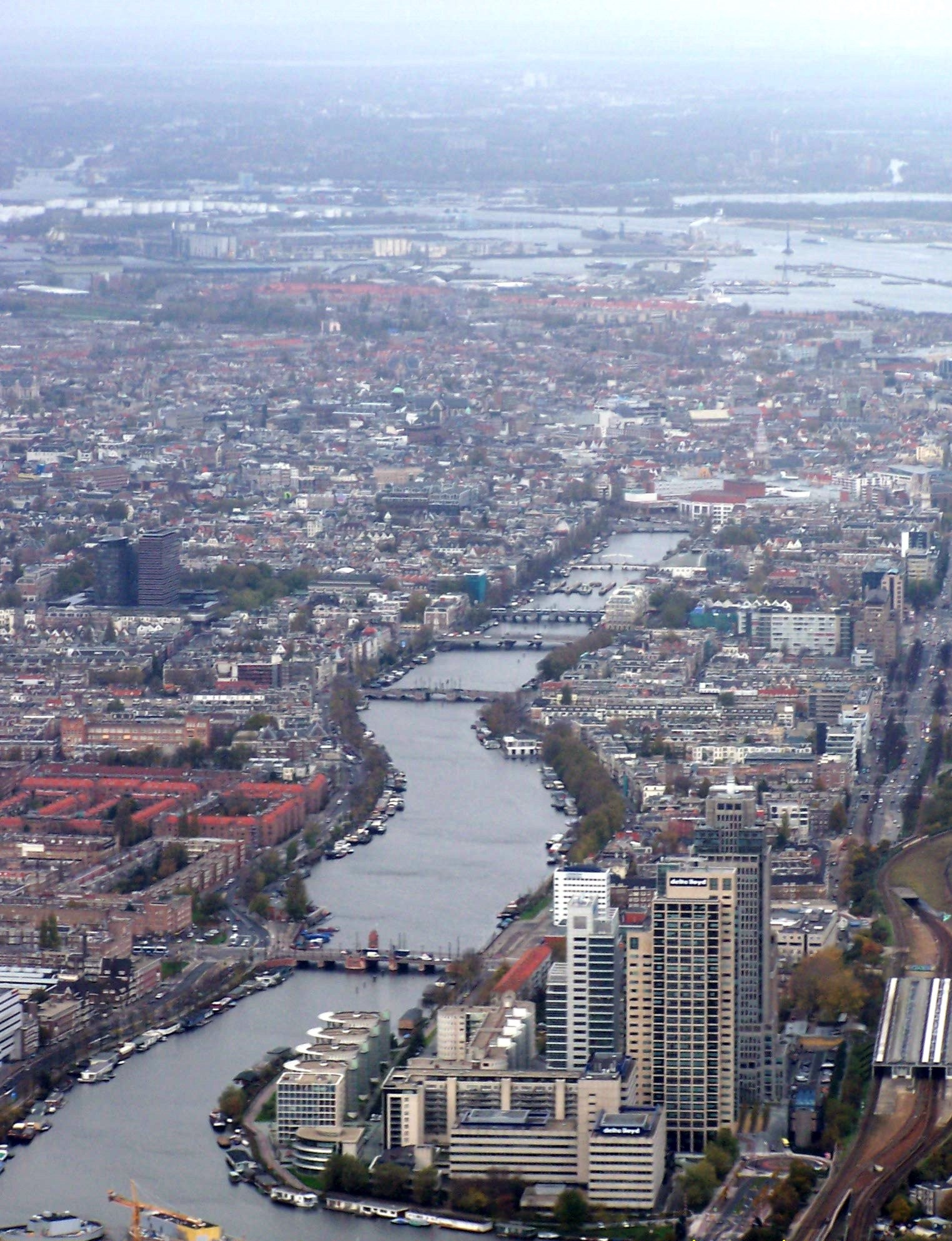
Il fiume Amstel ad Amsterdam.

La città di Amsterdam, nei suoi 800 anni d'età, ha vissuto una storia intensa. Il centro urbano fu fondato nel XIII secolo, quando alcuni pescatori lungo le rive del fiume Amstel costruirono un ponte che attraversava il corso d'acqua nei pressi dell'IJ, poi una grossa insenatura di acqua salata. Delle porte in legno sul ponte servirono come diga che proteggeva la città dalle violente e disastrose inondazioni dell'IJ. La foce del fiume Amstel, dove è situato oggigiorno il Damrak, fu utilizzata come un porto naturale, che divenne importante per il commercio.
Il più antico documento che dichiara la presenza di un insediamento chiamato Aemstelledamme ("diga sull'Amstel", come era allora conosciuta la città) risale al 1204.

## Medioevo

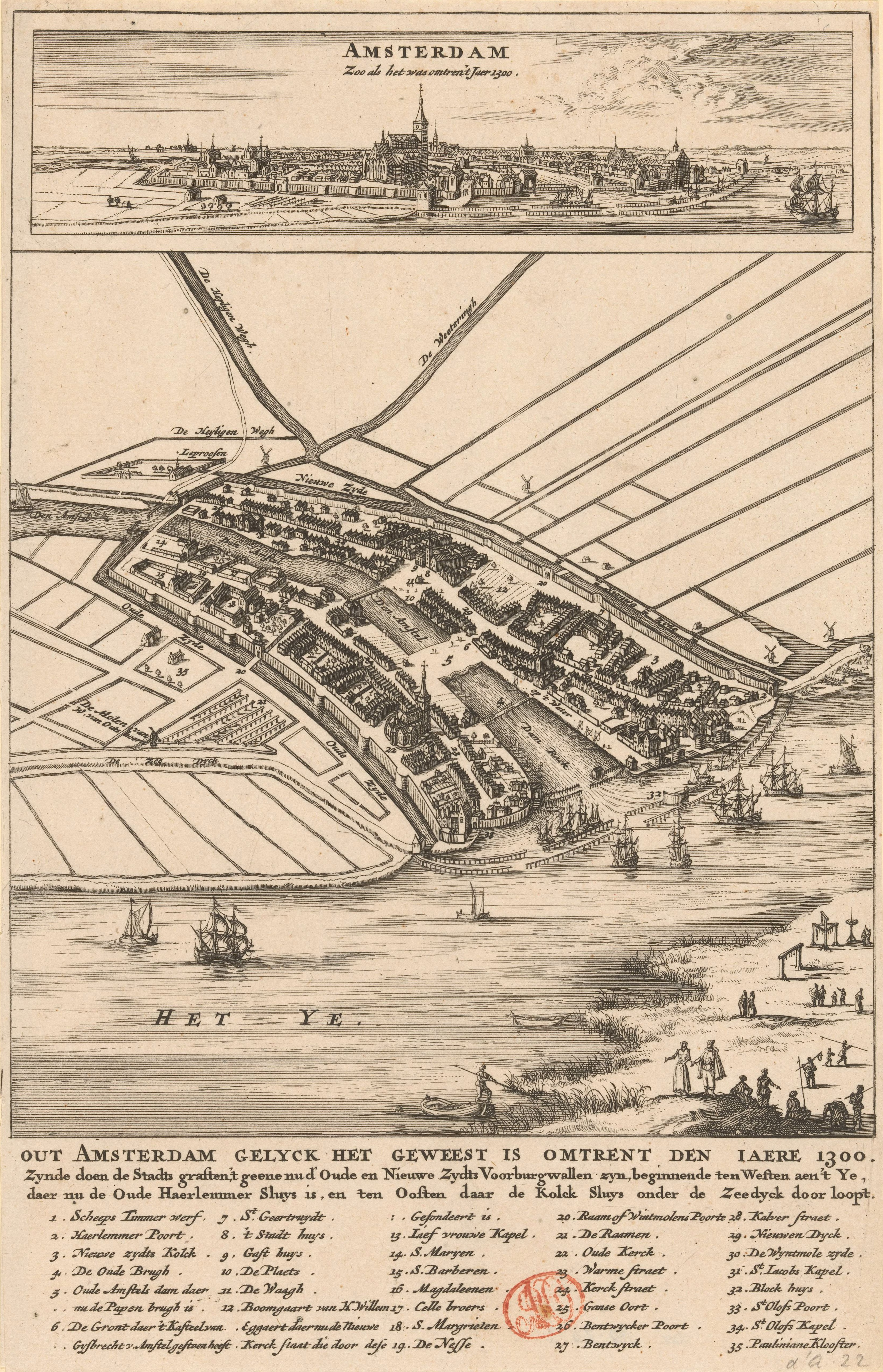
Amsterdam nel 1300.

Nel 1204, gli abitanti della Kennemerland attaccarono Aggrem Aemestel, la "diga Amstel", con conseguente distruzione della casa di Gijsbrecht van Aemstel, governatore della città.
Un anno molto importante per Amsterdam fu il 1275. Mentre Amsteland cadde sotto la giurisdizione amministrativa del principe-vescovo di Utrecht, il conte Fiorenzo V d'Olanda il 27 ottobre di quell'anno concesse l'esenzione dai pedaggi ai pescatori. Ciò significa che gli abitanti nelle vicinanze di Amestelledamme avevano il diritto di viaggiare attraverso la contea di Olanda senza dover pagare il pedaggio. Dopo l'assassinio di Fiorenzo nel 1296, ancora una volta Amstelland passò sotto la giurisdizione del Vescovado di Utrecht. Nel 1327, la città prese il nome di Aemsterdam.
Intorno al 1300, Gwijde van Henegouwen, vescovo di Utrecht, diede il titolo di città ad Amsterdam. Dopo la sua morte, il conte Guglielmo I di Hainaut ereditò il territorio di Amstelland, su cui da allora in poi Amsterdam ebbe una posizione dominante rispetto alle altre città dell'Olanda.
Nel 1323, Guglielmo I istituì un pedaggio sull'importazione della birra da Amburgo. Le rotte stabilite attraverso il commercio della birra costituirono la base per il successivo commercio con le città della Lega Anseatica nel Mar Baltico, da dove nel corso del XIV e del XV secolo gli abitanti di Amsterdam acquistarono sempre di più grano e legname. Nel 1342, il conte Guglielmo II di Hainaut assegnò il "Groot Privilege" alla città, che aveva notevolmente consolidato il suo predominio sulle altre città della zona. Nel corso del XV secolo, Amsterdam divenne il granaio dei Paesi Bassi settentrionali e la città commerciale più importante dell'intera regione.
Secondo la leggenda, poco veritiera, il 12 marzo 1345, si verificò il miracolo di Amsterdam e la città divenne un importante centro di pellegrinaggio. Amsterdam crebbe notevolmente grazie agli introiti dovuti ai pellegrini. Una processione di cattolici (Stille Omgang) si svolge annualmente per celebrare il miracolo.
Nel 1421 e nel 1452 si svilupparono due grandi incendi. Dopo il secondo, dove i tre quarti della città furono rasi al suolo, l'imperatore Carlo decretò che le nuove case dovessero essere costruite in pietra. Pochi edifici di legno di questo periodo sono giunti fino a noi: una notevole eccezione è il Houten Huis (Casa di legno) a Begijnhof.

## I conflitti contro la Spagna (prima metà del XVI secolo)

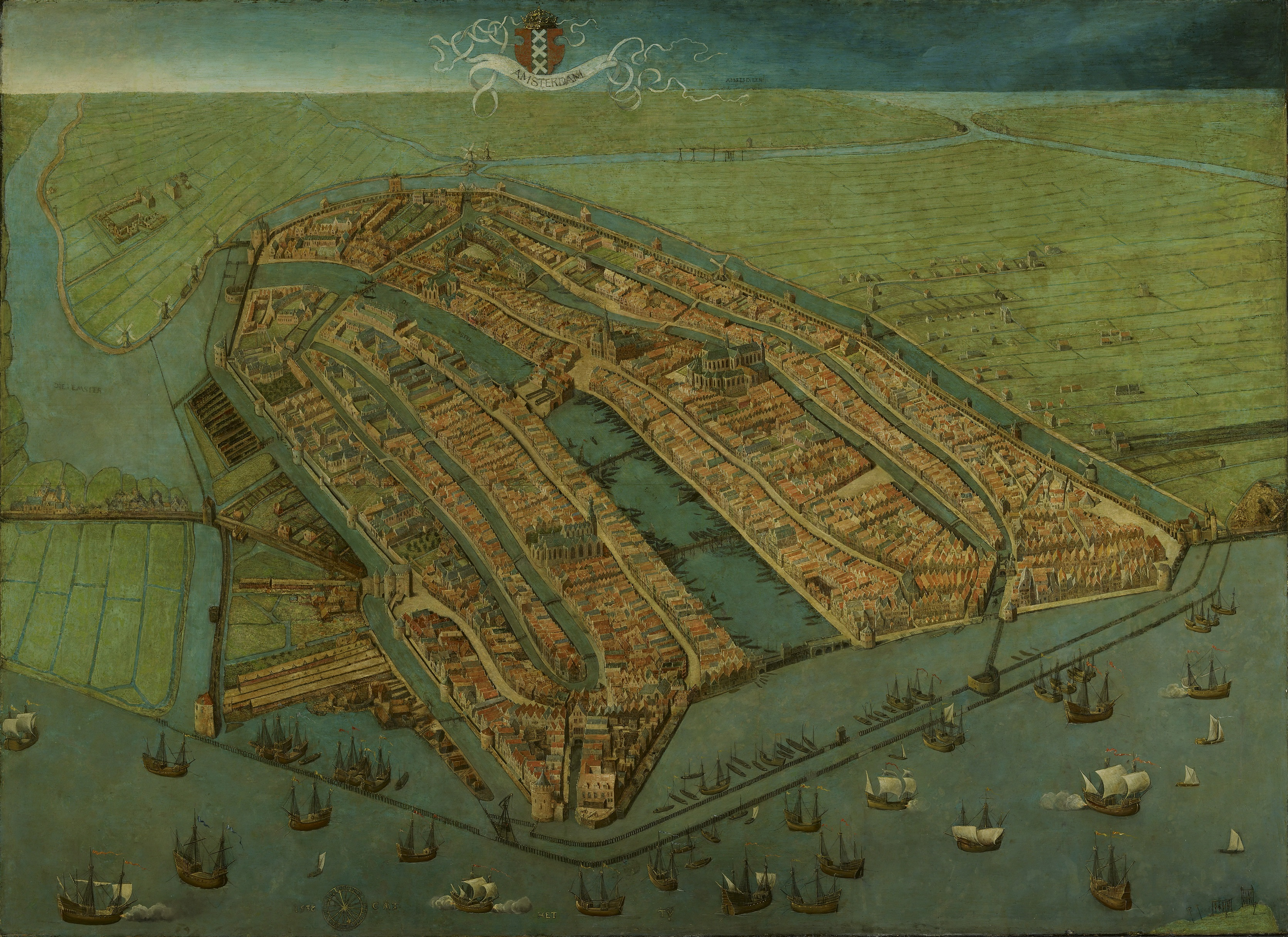
Amsterdam nel 1538, dipinto di Cornelis Anthonisz.

La prima metà del XVI secolo vide una ribellione da parte degli olandesi contro il re asburgico di Spagna Filippo II. La rivolta fu causata principalmente dalla mancanza di potere politico della nobiltà locale e dall'intolleranza religiosa degli spagnoli. Anche se Amsterdam inizialmente fu alleata degli spagnoli, cambiò fazione nel 1578 e diede il suo sostegno a Guglielmo I d'Orange. La ribellione portò alla Guerra degli ottant'anni, all'indipendenza olandese e alla formazione della Repubblica delle Sette Province Unite.
Uno dei risultati della guerra fu che all'intolleranza religiosa spagnola succedette la libertà di culto olandese: ad Amsterdam la gente era libera di credere in ciò che voleva (entro certi limiti). In città c'era e c'è tuttora una grande minoranza cattolica: infatti il cattolicesimo romano è ancora una delle principali religioni della città, ma la maggior parte della popolazione dell'epoca apparteneva alla Chiesa riformata e alle altre confessioni protestanti.
In questi anni le guerre religiose imperversarono in tutta Europa e molte persone furono costrette a fuggire nella Repubblica olandese e ad Amsterdam, dove cercarono rifugio. Agiati ebrei dalla Spagna e dal Portogallo, ricchi mercanti da Anversa, ugonotti dalla Francia, tutti cercarono rifugio ad Amsterdam.

## Il Secolo d'oro olandese (1585 - 1672)

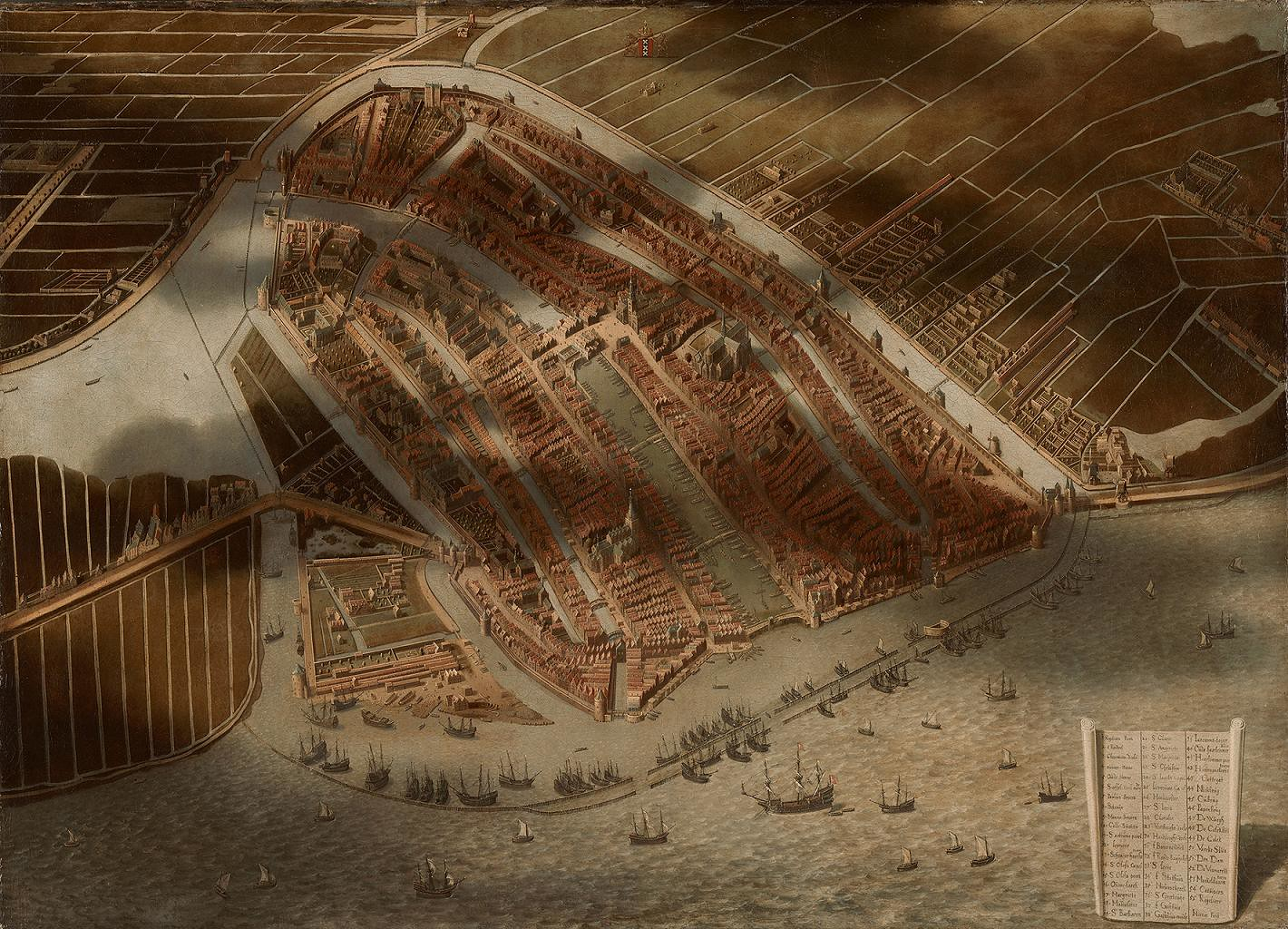
Amsterdam nel 1544.

Il XVII secolo fu il secolo d'oro di Amsterdam. Navi dal porto della città salparono per il Nord America, per l'Indonesia, per il Brasile e per l'Africa e costituirono la base di una rete commerciale estesa per tutto il mondo. I mercanti di Amsterdam finanziarono spedizioni ai quattro angoli del globo e acquisirono i possedimenti d'oltremare che in seguito formarono le colonie olandesi. Rembrandt fu attivo in questo secolo, lo stesso secolo in cui la città si espanse notevolmente intorno ai suoi canali. Amsterdam fu il centro più importante per il trasporto delle merci in Europa e fu il principale centro finanziario del mondo (una posizione presa da Londra).

### Il governo dei reggenti
Segue l'elenco delle date dei principali avvenimenti storici avvenuti nella città di Amsterdam:
- 1270: costruzione di una diga (dam) sul fiume Amstel;
- 1303: assedio di Amsterdam;
- 1306: consacrazione della Oude Kerk;
- 1421: incendio
- 1452: incendio
- 1516: costruzione del Montelbaanstoren;
- 1566: distruzione dei simboli cattolici (Beeldenstorm);
- 1568: Amsterdam sostiene i cattolici nella Rivolta dei pezzenti;
- 1578: cambio di governo cittadine nelle Alteratie;
- 1585: la città si espande sulle rive del canale Singel;
- 1586: istituzione dell'Ammiragliato di Amsterdam;
- 1602: istituzione della Borsa di Amsterdam;
- 1602: fondazione della Compagnia olandese delle Indie orientali;
- 1614: costruzione di Nieuwmarkt;
- 1617: ammodernamento della Waag, la principale porta cittadina;
- 1620: costruzione della Munttoren;
- 1621: fondazione della Compagnia olandese delle Indie occidentali;
- 1638: istituzione dell'Orto botanico di Amsterdam;
- 1645: costruzione della Nieuwe Kerk;
- 1651: Marea di San Pietro;
- 1655: inaugurazione del Palazzo Reale;
- 1663: epidemia di peste;
- 1675: costruzione della Sinagoga portoghese di Amsterdam;
- 1748: rivolte di Pachtersoproer;
- 1795: la popolazione raggiunge i 217.000 abitanti;
- 1808: Amsterdam diventa la capitale del Regno d'Olanda;
- 1814: Amsterdam diventa la capitale dei Paesi Bassi;
- 1825: costruzione del Noordhollandsch Kanaal, che unisce la città al Mar del Nord;
- 1839: costruzione della Ferrovia Amsterdam-Haarlem-Rotterdam, la prima ferrovia della capitale;
- 1877: istituzione dell'Università di Amsterdam;
- 1886: rivolte di Eel;
- 1887: rivolte arancioni;
- 1889: costruzione della Stazione di Amsterdam Centraal;
- 1900: a popolazione raggiunge i 523.557 abitanti;
- 1921: annessione dei comuni limitrofi ad Amsterdam (Buiksloot, Nieuwendam, Ransdorp, Sloten, e Watergraafsmeer);
- 1926: istituzione dell'Amsterdams Historisch Museum, sulla storia della città;
- 1928: Amsterdam ospita i Giochi della IX Olimpiade;
- 1940: inizio dell'occupazione tedesca;
- 1945: fine dell'occupazione tedesca;
- 1966: annessione del comune limitrofo ad Amsterdam Weesperkarspel;
- 1973: inaugurazione del Van Gogh Museum;
- 1975: adozione della Bandiera di Amsterdam;
- 1977: inaugurazione della Metropolitana di Amsterdam;
- 1992: Disastro di Bijlmer;
- 1996: costruzione dell'Amsterdam ArenA;
- 2012: Incidente di Sloterdijk.

Entro il 1660 Amsterdam raggiunse la popolazione ottimale (circa 200.000) per il livello del commercio: quindi il commercio e l'agricoltura potevano sostenere una così grande popolazione. La città versò la maggiore quota delle imposte allo Stato.
Amsterdam, in questo periodo, era governata da un gruppo di reggenti di grandi dimensioni, ma era un sistema chiuso, oligarchico che controllava e vigilava su tutti gli aspetti della vita della città, e aveva una voce dominante nella politica estera olandese. Solo gli uomini con una disponibilità economica sufficiente e la cui famiglia abitava presso la città da generazioni potevano unirsi alla classe dirigente. Il primo passo per una famiglia di ambiziosi e ricchi mercanti era quello di organizzare un matrimonio con una delle famiglie reggenti. Nel 1670 un'unione del genere, quella tra la famiglia Trip (il ramo olandese dei produttori svedesi di armi) e il figlio del Borgomastro Valckenier, estese l'influenza e le ricchezze a disposizione di questi ultimi, che rafforzarono la loro posizione nel consiglio cittadino. I membri della classe dirigente non potevano sposarsi con i membri delle famiglie di rango più basso, poiché avrebbero pregiudicato il rispetto e l'onore non solo di quella famiglia, ma dell'intero sistema oligarchico. Ad Amsterdam le parentele erano così complesse che i membri di una stessa famiglia potevano essere schierati in opposte fazioni e perseguire interessi ben distinti. I giovani che avevano raggiunto posizioni di potere nel 1670 e nel 1680 consolidarono il loro potere sulla città nel 1690 e anche nel nuovo secolo.
I reggenti di Amsterdam fornirono buoni servizi ai residenti. Spesero molto per la realizzazione di vie d'acqua e altre infrastrutture essenziali, come ospizi comunali per gli anziani, ospedali e chiese.
La prosperità di Amsterdam era stata generata dalle sue rotte commerciali, che erano state a loro volta sostenute dalla ricchezza degli imprenditori, qualunque fosse la loro origine. Questa politica della "porta aperta" fu sempre interpretata come la prova di una classe dirigente tollerante. Pertanto, i ricchi ebrei sefarditi del Portogallo furono accolti benevolmente, tanto che il governo cittadino gli concesse tutti i diritti ad eccezione di quello della cittadinanza, i poveri ebrei aschenaziti dell'Europa orientale furono incoraggiati a produrre ricchezze, agli immigrati ugonotti nel 1681 fu concessa protezione, quando Luigi XIV cominciava a perseguitare questi protestanti francesi. Nessun incoraggiamento, invece, fu dato agli olandesi diseredati in campagna o nelle altre città olandesi. I reggenti incoraggiarono gli immigrati a costruire chiese, sinagoghe, moschee e altri edifici di culto.

### Immigrazione
Nel corso del XVII e del XVIII secolo, Amsterdam era una città dove gli immigrati costituivano la maggioranza della popolazione. La maggior parte degli immigrati era composta da tedeschi protestanti. L'enorme impatto dell'immigrazione tedesca può essere dedotto oggigiorno nei cognomi, che sono spesso di origine tedesca. L'integrazione degli immigrati fu veloce: non fu difficile per gli immigrati trovare un lavoro nel settore artigianale, tuttavia gli artigiani furono costretti a unirsi nelle gilde, potenti associazioni di categoria, a fornire truppe alla città e a cooperare nell'amministrazione dei distretti cittadini. Le gilde comportarono quindi l'integrazione rapida degli stranieri, tanto che erano principalmente formate da immigrati o da figli di immigrati. Il consiglio comunale di Amsterdam era formato da persone di varia provenienza: olandesi, tedeschi, fiamminghi, francesi e scozzesi.

### L'epidemie di peste
La fama commerciale della città, approdo di navi e carichi provenienti da ogni parte del mondo, fece sì che tra gli anni 1663 e 1666 si sviluppasse un focolaio di peste bubbonica, probabilmente portata da Algeri. L'epidemia, per via del continuo transito di navi commerciali, scoppiò anche nel centro commerciale di Londra nel mese di giugno 1665, portata nella città inglese proprio da Amsterdam. Anche se inizialmente la peste non provocò molte vittime, l'epidemia ebbe un picco tra l'autunno del 1663 e l'inverno del 1664. La moglie, la figlia più giovane e lo stesso Jan Jacobszoon Hinlopen, un ricco mercante di stoffe, Hendrickje Stoffels, compagna di Rembrandt, furono vittime illustri dell'epidemia. Secondo Samuel Pepys, per alcune settimane, alla fine del 1663 alcune navi provenienti da Amburgo e altri carichi fermi al porto di Amsterdam furono messi in quarantena per un mese intero. Nel 1664, nella sola Amsterdam furono sepolte 24.148 persone, mentre altre persone contrassero la peste dallo scavo di nuovi canali. Più del 10% della popolazione morì in questo periodo, mentre tutti coloro che entrarono in contatto con alcuni appestati erano a rischio.
Sorprendentemente, il fumo di tabacco fu considerato un'efficace profilassi contro la peste.  I ricchi lasciarono le città per evitare di contrarre la malattia. Nel 1664, nella peggiore settimana della pandemia, ad Amsterdam vi furono 1.041 morti, mentre nella tarda estate del 1665, a Londra furono sepolte 7.000 persone. I sindaci delle due città avvertirono la popolazione che insalata, spinaci e prugne secche potrebbero essere portatrici della malattia. Il Vroedschap, il consiglio comunale di Amsterdam, chiuse i teatri, consentendo loro di riprendere l'attività soltanto nel 1666. I marinai sulle navi in mare erano relativamente al sicuro.
L'epidemia terminò nel 1666, lasciando una città stremata, spopolata e avviata verso il suo declino.

## Declino e modernizzazione (XVIII - XIX secolo)

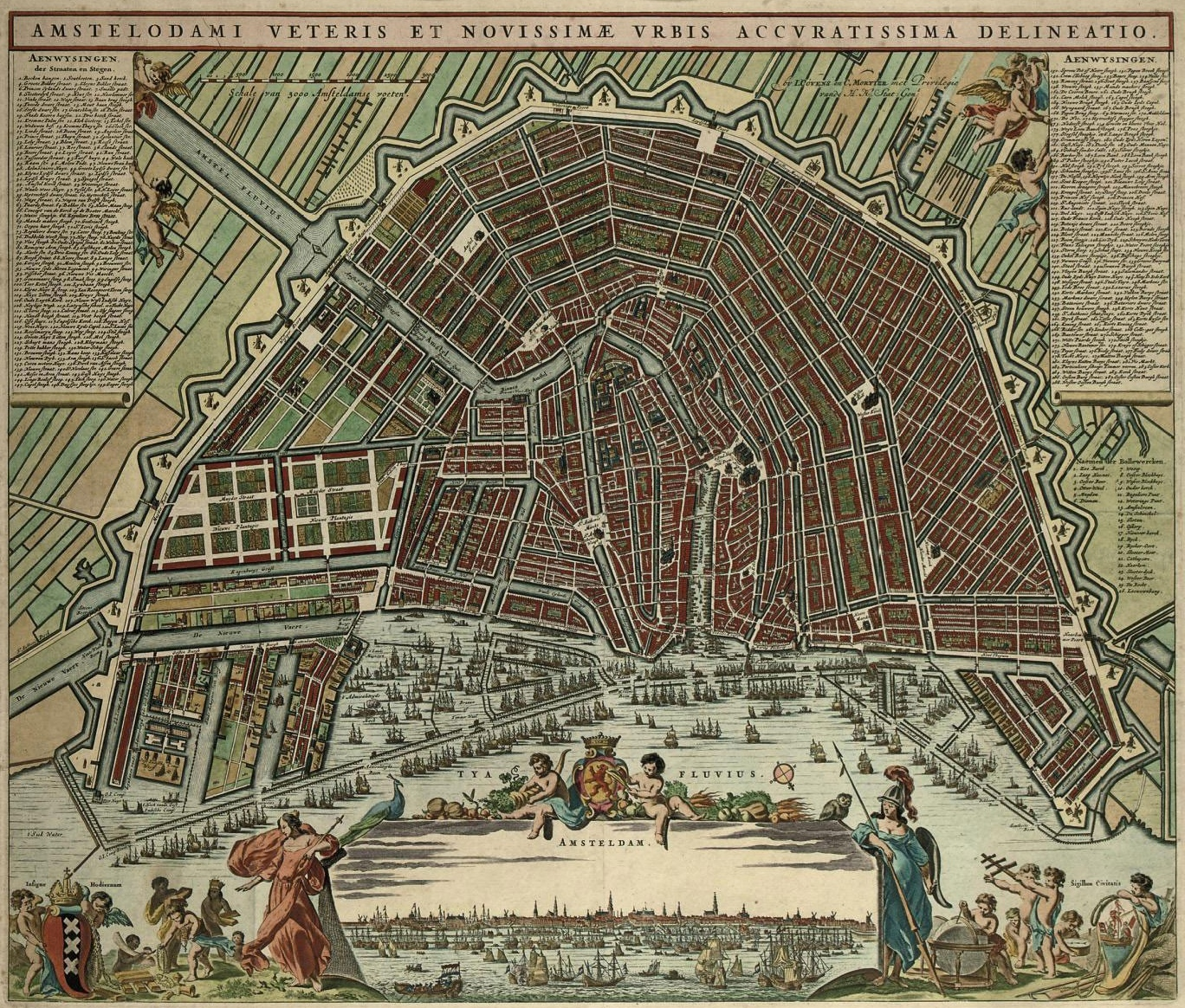
Amsterdam nel 1748.

Il XVIII e i primi anni del XIX secolo videro il declino nella prosperità di Amsterdam. Le guerre della Repubblica olandese con il Regno Unito e la Francia lasciarono un notevole danno nell'economia del Paese e della città stessa. Durante le guerre napoleoniche Amsterdam raggiunse il punto più basso della sua storia, ma, con la costituzione del Regno dei Paesi Bassi nel 1815, la situazione cominciò lentamente a migliorare. Ad Amsterdam le nuove espansioni cittadine furono avviate da personalità come Samuel Sarphati, che prese ispirazione da Parigi.
Alla fine del XIX secolo la rivoluzione industriale raggiunse anche Amsterdam. Furono scavati l'Amsterdam-Rijn kanaal, per collegare in modo diretto Amsterdam al Reno, e il Noordzee kanaal, per collegare il porto con il Mare del Nord. Entrambi i progetti migliorarono la comunicazione con il resto d'Europa e del mondo. Diedero all'economia una grande spinta.

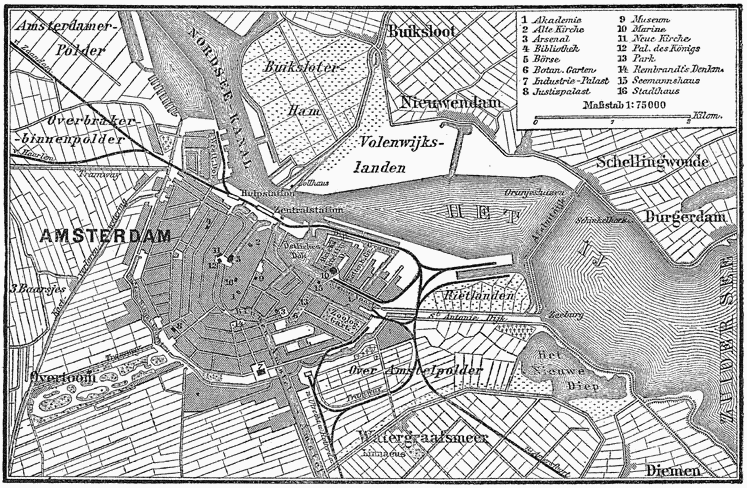
Amsterdam nel 1888.

La rivoluzione industriale portò ad un enorme afflusso di lavoratori immigrati dalle campagne nella città olandese. Questo si verificò durante l'ascesa del socialismo ad Amsterdam. Le autorità olandesi cercarono di distruggere il socialismo trattando gli aderenti a questo pensiero con la violenza. Tra il 1880 e il 1890, scontri tra polizia e socialisti erano all'ordine del giorno. Un noto scontro tra autorità e manifestanti fu il Palingoproer (Sommosse dell'anguilla) nel 1886, quando 26 manifestanti furono uccisi dall'esercito. Un altro evento furono le rivolte Arancioni del 1887, durante le quali fu distrutto dagli Arancioni (che rimasero impuniti per questi fatti) un pub socialista e arrestati alcuni socialisti che cercavano di difenderlo. I leader socialisti più popolari nel 1890 erano quelli che erano stati incarcerate per la maggior parte della loro vita. Un tale socialista era così arrabbiato con le forze dell'ordine, che cercò di uccidere il sovrintendente della polizia. Sparò contro il sovrintendente, bucandogli il cappello e fu condannato a molti anni di prigione dopo essere stato picchiato dai poliziotti. Dopo il suo rilascio, fu accolto come un eroe durante una parata, con una corona di alloro in testa, mentre la gente piangeva per le strade piene di lavoratori di Amsterdam.
La fine del XIX secolo è talvolta identificato come la seconda età d'oro di Amsterdam. Sorsero nuovi musei, la Stazione Centrale, il Concertgebouw e la Stelling van Amsterdam, un unico anello di 42 forti e terreni che potevano essere inondati per difendere la città contro un attacco nemico. La popolazione di Amsterdam crebbe notevolmente durante questo periodo.

## XX secolo

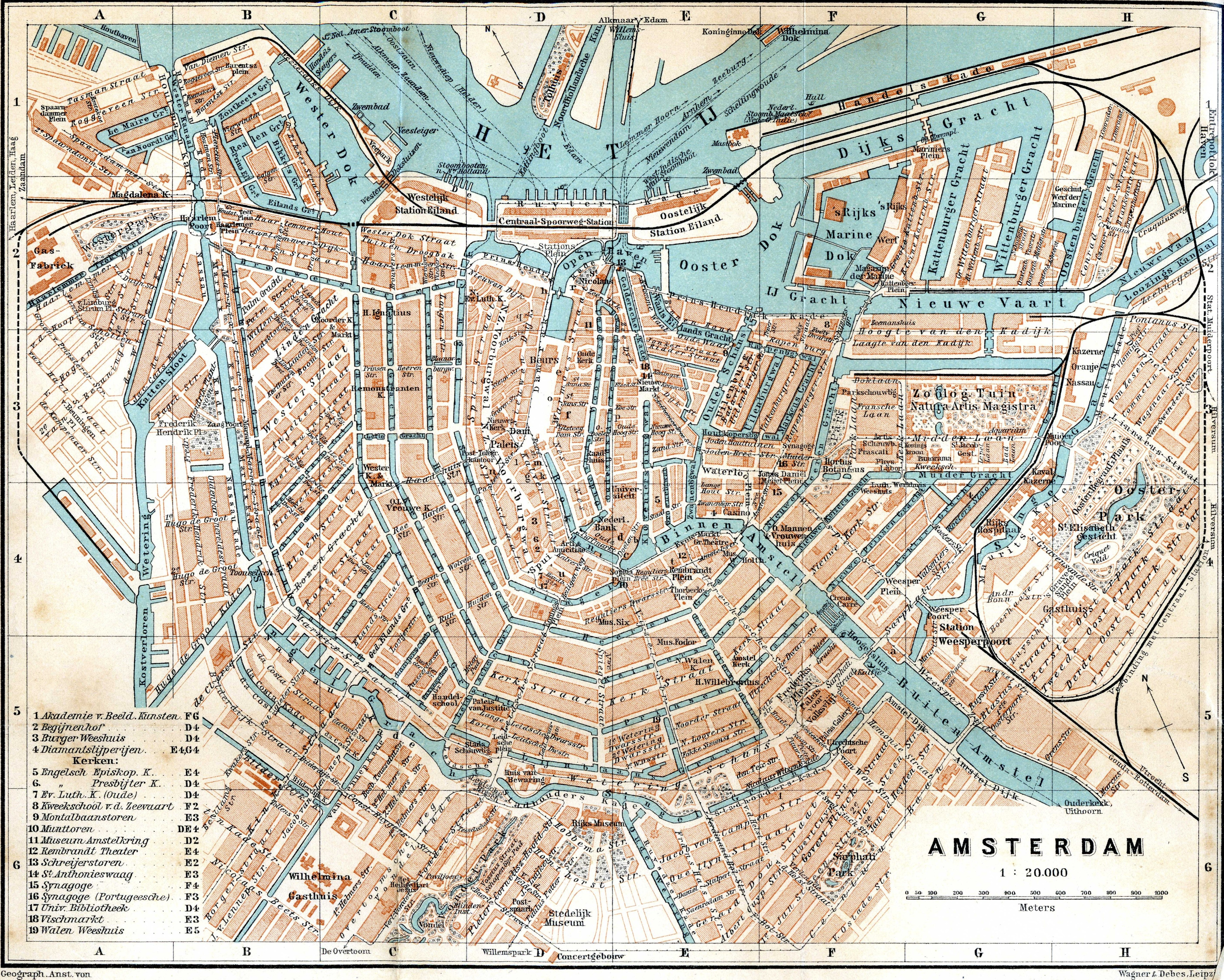
Amsterdam nel 1905.

Durante la prima guerra mondiale, i Paesi Bassi rimasero neutrali, ma Amsterdam subì gli effetti della guerra nel momento in cui il cibo cominciò a scarseggiare. Quando le donne della classe operaia assaltarono una nave con i rifornimenti dell'esercito, i militari si difesero, uccidendo sei persone e ferendone circa 100.
Nel 1928 Amsterdam ospita i Giochi della IX Olimpiade.
Nel 1932 fu completata una diga che separa ancora ogii il Zuider Zee dal Mare del Nord, la Afsluitdijk. Il nuovo lago dietro la diga fu chiamato IJsselmeer. Per la prima volta nella sua storia Amsterdam ebbe uno sbocco sul mare aperto.
Nella seconda guerra mondiale, dal 15 maggio 1940 le truppe tedesche di Adolf Hitler occuparono la città. Più di 100.000 ebrei furono deportati, tra questi vi era Anna Frank (la cui storia ci è nota grazie al suo diario, pubblicato nel dopoguerra), cancellando quasi completamente la comunità ebraica di Amsterdam. Prima della guerra, Amsterdam era il centro più importante del mondo per il commercio di diamanti. Poiché questo commercio era per lo più nelle mani di uomini d'affari e artigiani ebrei, il commercio dei diamanti durante l'occupazione nazista sostanzialmente scomparve.
Nel 1952 Amsterdam presentò la sua candidatura per ospitare i Giochi Olimpici estivi di quell'anno, ma questi furono assegnati a Helsinki, capitale della Finlandia.
Amsterdam, durante la rivoluzione culturale degli anni '60 e '70, fu il Magisch centrum (centro magico) d'Europa. L'uso di droghe leggere fu tollerato e questa politica rese la città una destinazione popolare per gli hippie. Si diffuse lo squatting. Scontri e disordini tra polizia e manifestanti erano molto frequenti. Anarchici, come i Provos e i Kabouterbeweging, un movimento politico locale, decisero di cambiare la società olandese. L'occupazione di edifici vuoti e degli immobili utilizzati per scopi diversi dal vivere portarono ad un forte scontro con i contraenti, che si schierarono con la mafia olandese. La costruzione della metropolitana sotto le parti più antiche della città, portò anche a delle proteste per l'impatto ambientale.
Nel corso del 1970 il numero di immigrati stranieri, soprattutto provenienti dal Suriname, dalla Turchia e dal Marocco, crebbe notevolmente. Ciò portò ad un esodo di persone dalle città di Purmerend, Almere e da altre città nei pressi della capitale olandese. Tuttavia, quartieri come De Pijp e Jordaan, che furono precedentemente abitati dalla classe operaia, divennero quartieri per i nuovi ricchi yuppies e per gli studenti. Amsterdam, che era una città tutto sommato povera rispetto alle altre città dei Paesi Bassi, si trasformò in una città economicamente ricca grazie al nuovo trend economico e ad un'economia basata sul terziario, e non sul secondario.

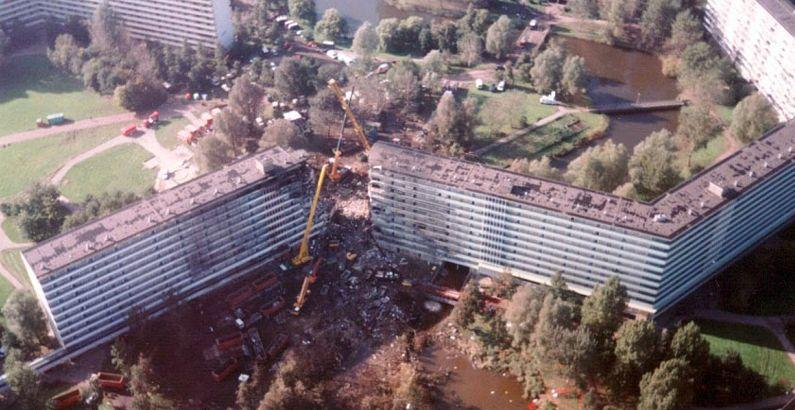
Il Disastro di Bijlmer.

Amsterdam iniziò gli anni '80 in modo esplosivo. Nel 1980, mentre l'incoronazione della regina Beatrice si svolgeva all'interno della Nieuwe Kerk in piazza Dam, i manifestanti fuori della chiesa combatterono con la polizia in segno di protesta contro le politiche del governo. Il loro slogan era Geen woning, geen Kröning (La casa, non l'incoronazione). Il sindaco e il consiglio comunale della città dovettero far intervenire l'esercito per riportare la situazione sotto il loro controllo.
Nel 1992, un cargo della compagnia aerea El Al precipitò sul quartiere Bijlmermeer dello stadstdeel di Amsterdam-Zuidoost. Questo disastro, chiamato Bijlmerramp, causò la morte di almeno 43 persone.

## Il nuovo millennio (2000 - oggi)

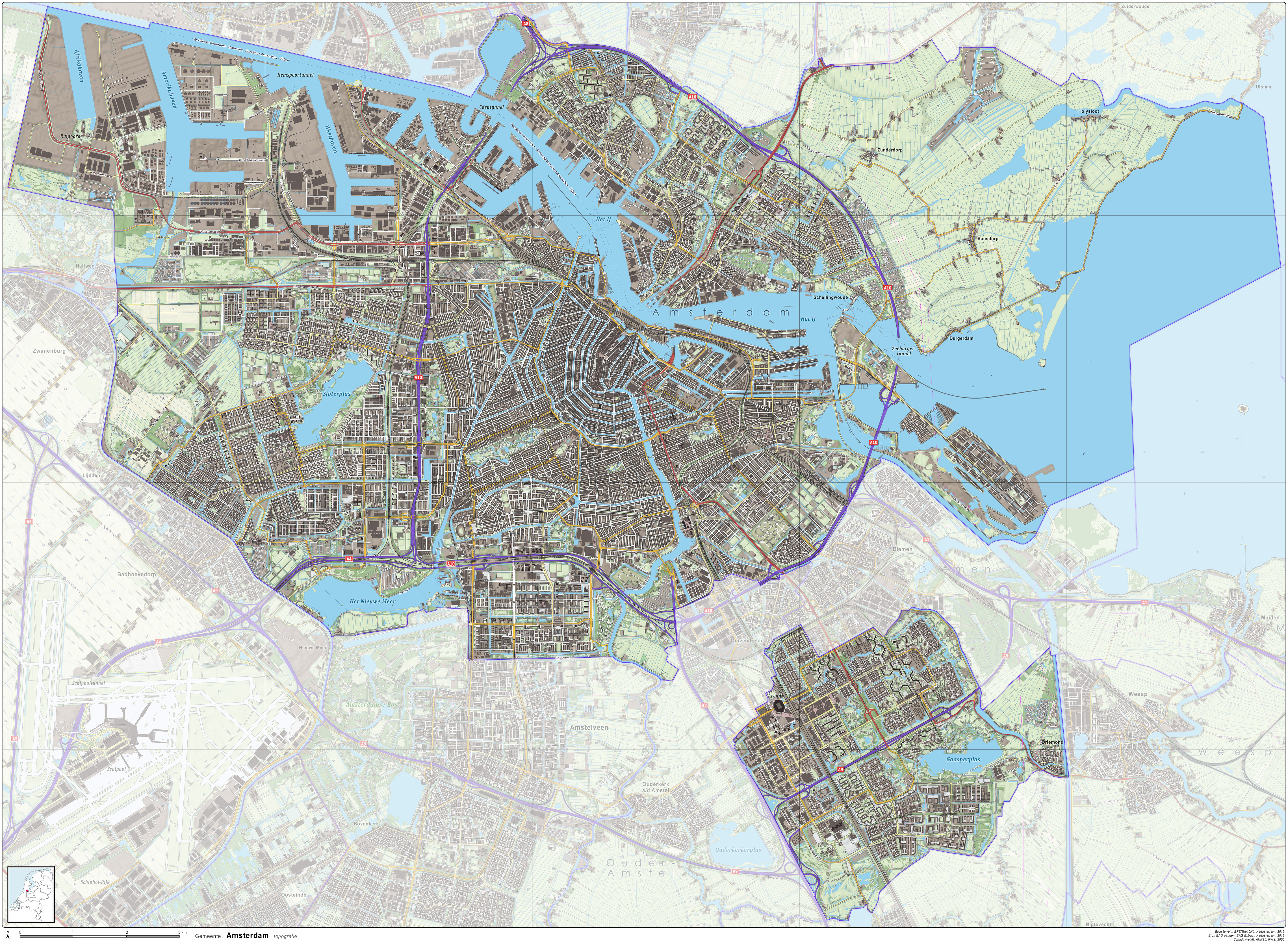
Amsterdam nel 2012.

All'inizio del nuovo millennio dei problemi sociali come la sicurezza, la discriminazione etnica e la segregazione di alcuni gruppi religiosi e sociali iniziarono a svilupparsi. Il 45% della popolazione di Amsterdam ha genitori non olandesi. Grandi minoranze sono quelle del Suriname, delle Antille olandesi, del Marocco e della Turchia. Amsterdam è caratterizzata dalla tolleranza sociale e dalla diversità. La tolleranza sociale fu in grave pericolo quando il regista olandese Theo Van Gogh, il 2 novembre 2004, fu ucciso da Bouyeri Mohamed, un fondamentalista islamico. Il sindaco di Amsterdam, Job Cohen, e il suo assessore per l'integrazione Ahmed Aboutaleb formularono una politica di dialogo sociale, di tolleranza e con misure severe contro coloro che infrangono la legge.

## La vita culturale di Amsterdam

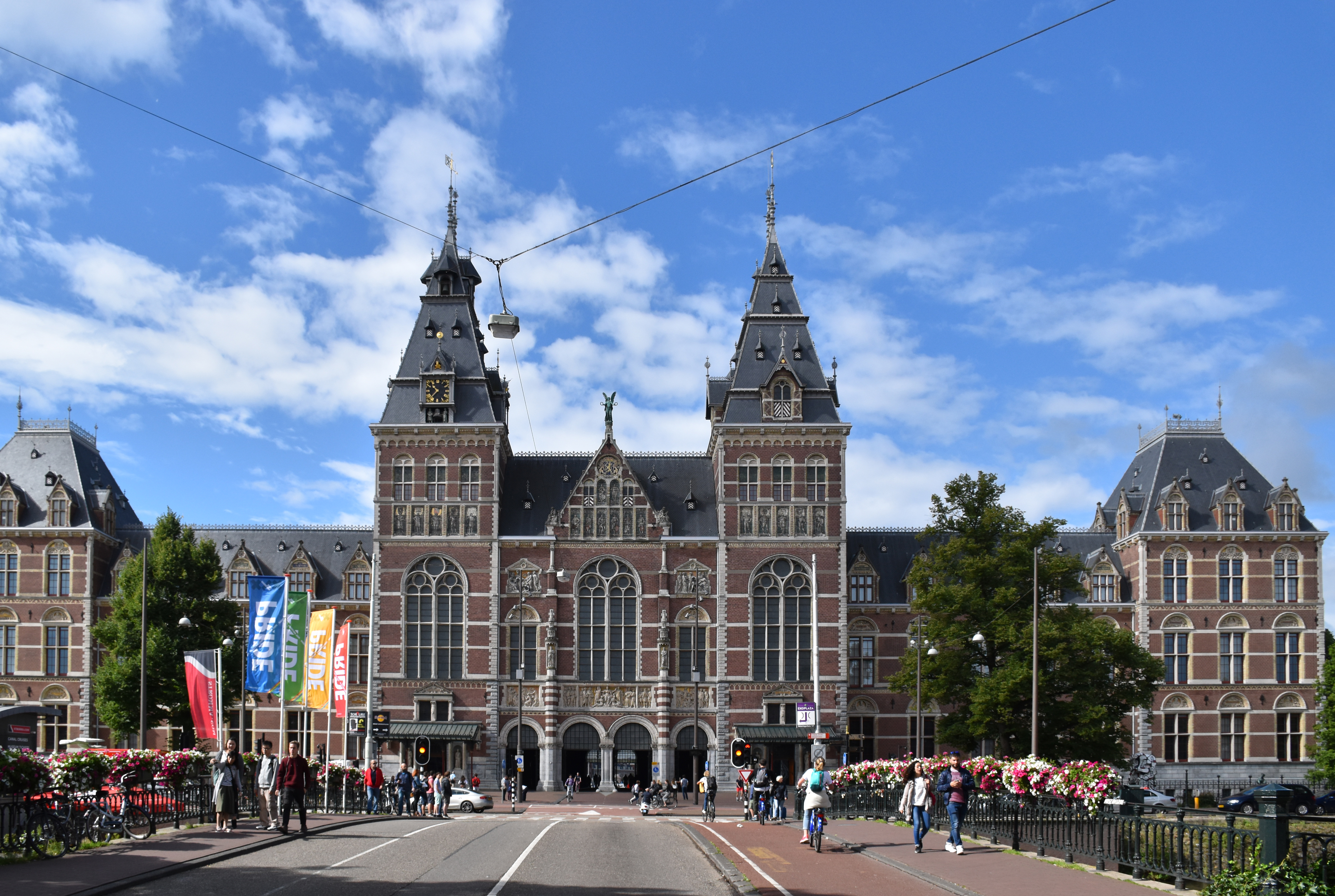
Il Rijksmuseum.

La vita culturale di Amsterdam nel XV e nel XVI secolo consisteva principalmente nei festival. Durante la seconda metà del XVI secolo la Amsterdams Rederijkerskamer (la Camera di retorica) organizzò concorsi di lettura poetica e di drammi. Nel 1638 Amsterdam si dotò del suo primo teatro. Già nel 1642 in questo teatro furono messi in scena spettacoli di danza. Nel XVIII secolo in città divenne popolare il teatro francese. L'opera potrebbe essere arrivata ad Amsterdam nel 1677. Nel XIX secolo la vita culturale fu incentrata nella zona intorno a Nes e furono rappresentati principalmente vaudeville e musichall. Il metronomo, una delle invenzioni più importanti per la musica classica europea fu inventato qui nel 1812 da Dietrich Nikolaus Winkel. Alla fine del XIX secolo furono costruiti i musei Rijksmuseum e Gemeentelijk, mentre nel 1888 fu costruito il Concertgebouw. Nell XX secolo arrivarono ad Amsterdam innovazioni com il cinema, la radio e la televisione. Anche se gli studi sono collocati ad Hilversum e Aalsmeer, l'influenza di Amsterdam in materia di programmazione è molto forte. Dopo la seconda guerra mondiale le attività culturali sono diventate il "motore" della capitale olandese.

## Storia del comune
Quando il comune fu creato durante l'occupazione francese, comprendeva la città (allora costituita solo la parte centrale all'interno dei canali, corrispondente oggi ad Amsterdam-Centrum) e negli immediati dintorni, meno del 10% della superficie del comune odierno. Quando la città crebbe in popolazione, annesse diversi comuni limitrofi:
- Sloten: comprendente le frazioni di Sloten, Sloterdijk e Osdorp, a ovest, inglobato nel 1921:
- Buiksloot: inglobato nel 1921, ora parte di Amsterdam-Noord;
- Nieuwendam: comprendente le frazioni di Nieuwendam e Zunderdorp, inglobato nel 1921, ora parte di Amsterdam Noord;
- Ransdorp: comprendente Ransdorp, Schellingwoude, Durgerdam e Holysloot, inglobato nel 1921, ora parte di Amsterdam Noord;
- Watergraafsmeer: inglobato nel 1921;
- una parte di Nieuweramstel: comprendente il centro abitato di Buitenveldert;
- una parte di Weesperkarspel: comprendente le frazioni di Bijlmermeer e centro abitato di Driemond, inglobato nel 1966, ora parte di Amsterdam-Zuidoost.

Nel 1995, il governo nazionale propose la creazione di una "città-provincia", composta da Amsterdam e dalle città vicine. Questa proposta è stata respinta dai cittadini in un referendum. L'opposizione non era tanto contro la creazione della città-provincia, ma contro la divisione della città in parti. Gli oppositori temevano che questa divisione distruggeresse la coesione della città. Dopo il referendum la proposta della città-provincia fu accantonata. Tuttavia, dal 1995, le zone della città sono diventate sempre più autonome, e le città vicine sono state inglobate nell'area metropolitana, e oggi dipendono dalla città di Amsterdam sia politicamente che economicamente. In un certo senso, si è arrivati alla città-provincia sotto forma dell'area metropolitana della capitale dei Paesi Bassi, chiamata "Grande Amsterdam".

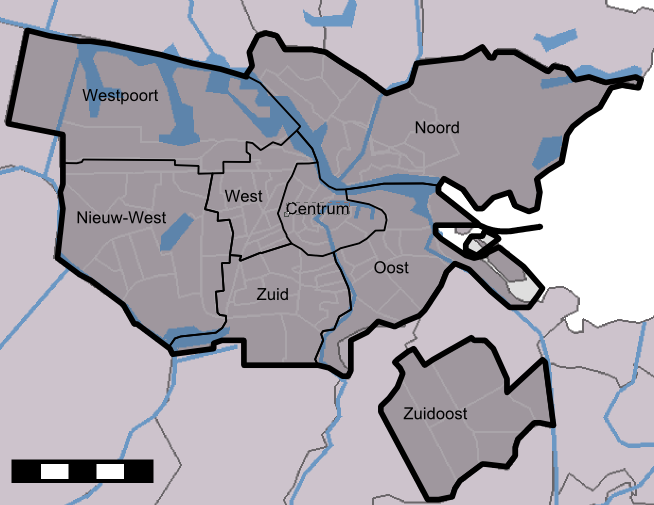
Gli stadsdelen di Amsterdam.

Dal 1º gennaio 2005 Amsterdam si suddivide in otto stadsdelen, ognuno dei quali ha il proprio consiglio di sezione (che ha le funzioni del consiglio comunale) e il proprio comitato esecutivo (che ha le funzioni della giunta comunale e del sindaco), che hanno il compito di aiutare il sindaco dell'intera città ad amministrare i distretti cittadini. Gli stadsdelen sono:
- Amsterdam-Centrum, il vecchio centro storico
- Amsterdam-Noord
- Amsterdam-West
- Amsterdam Nieuw-West
- Amsterdam-Zuid
- Amsterdam-Oost
- Amsterdam-Zuidoost
- Amsterdam-Westpoort

## Galleria d'immagini

### Mappe di Amsterdam

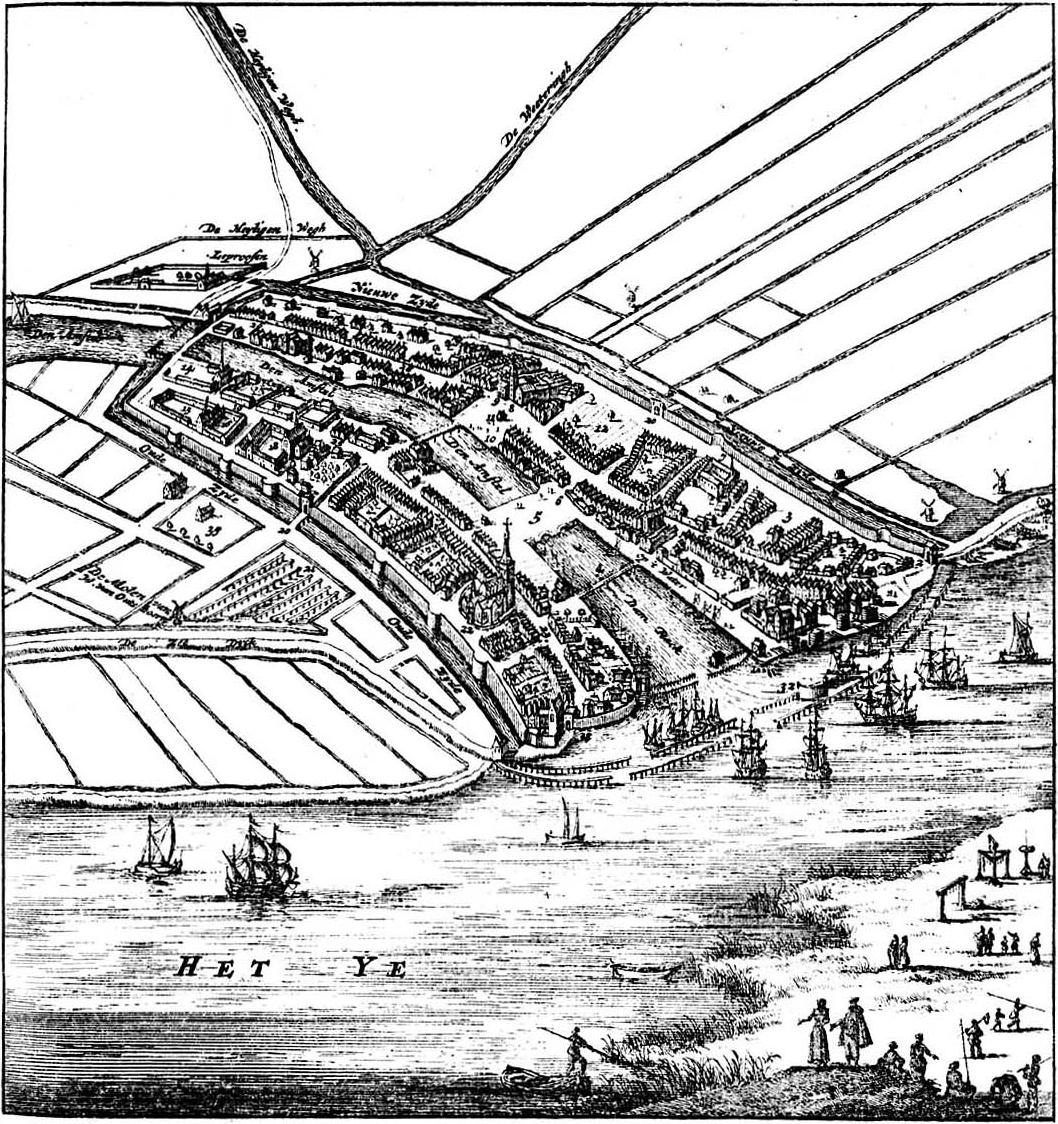
1300
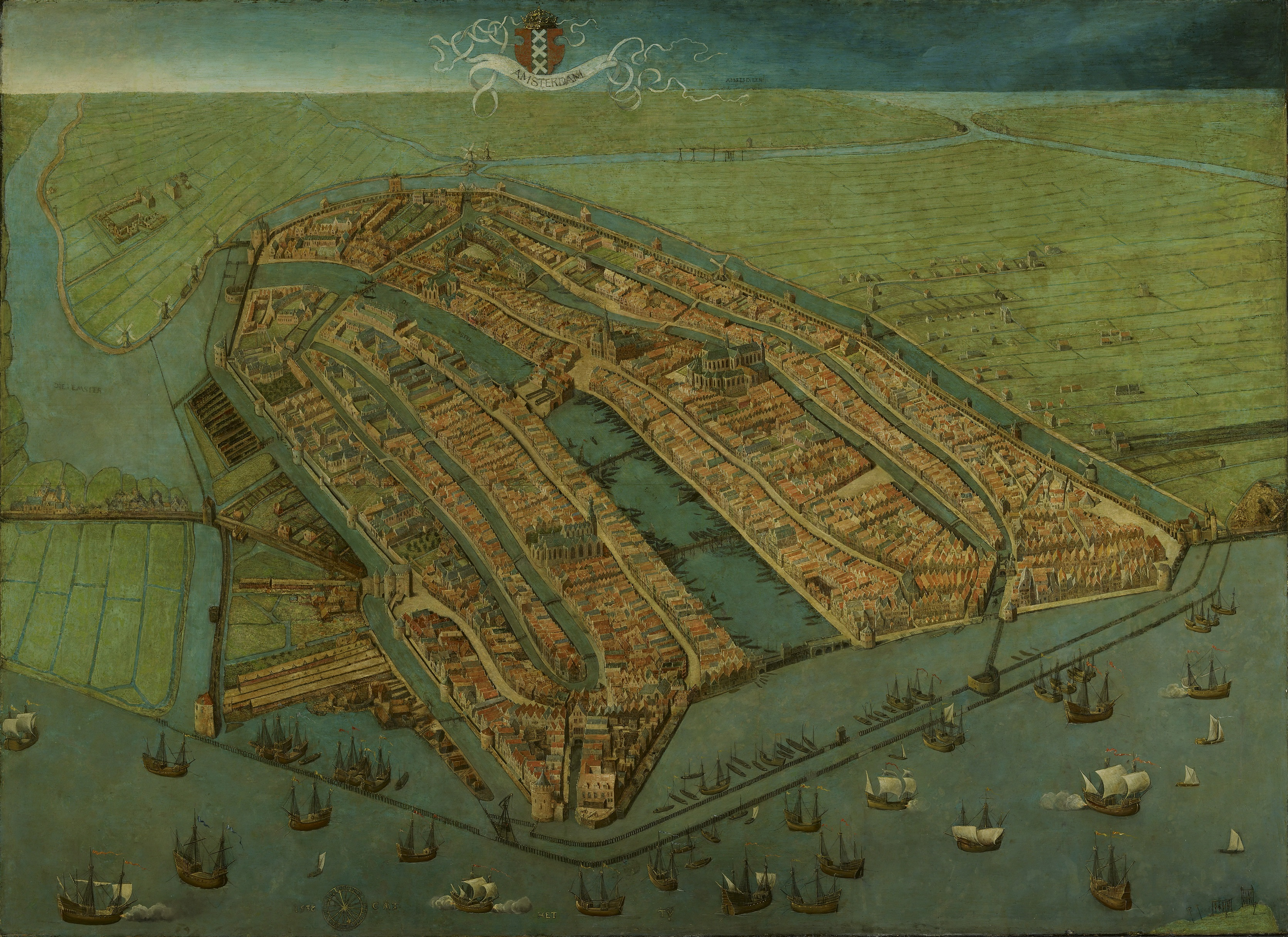
1538
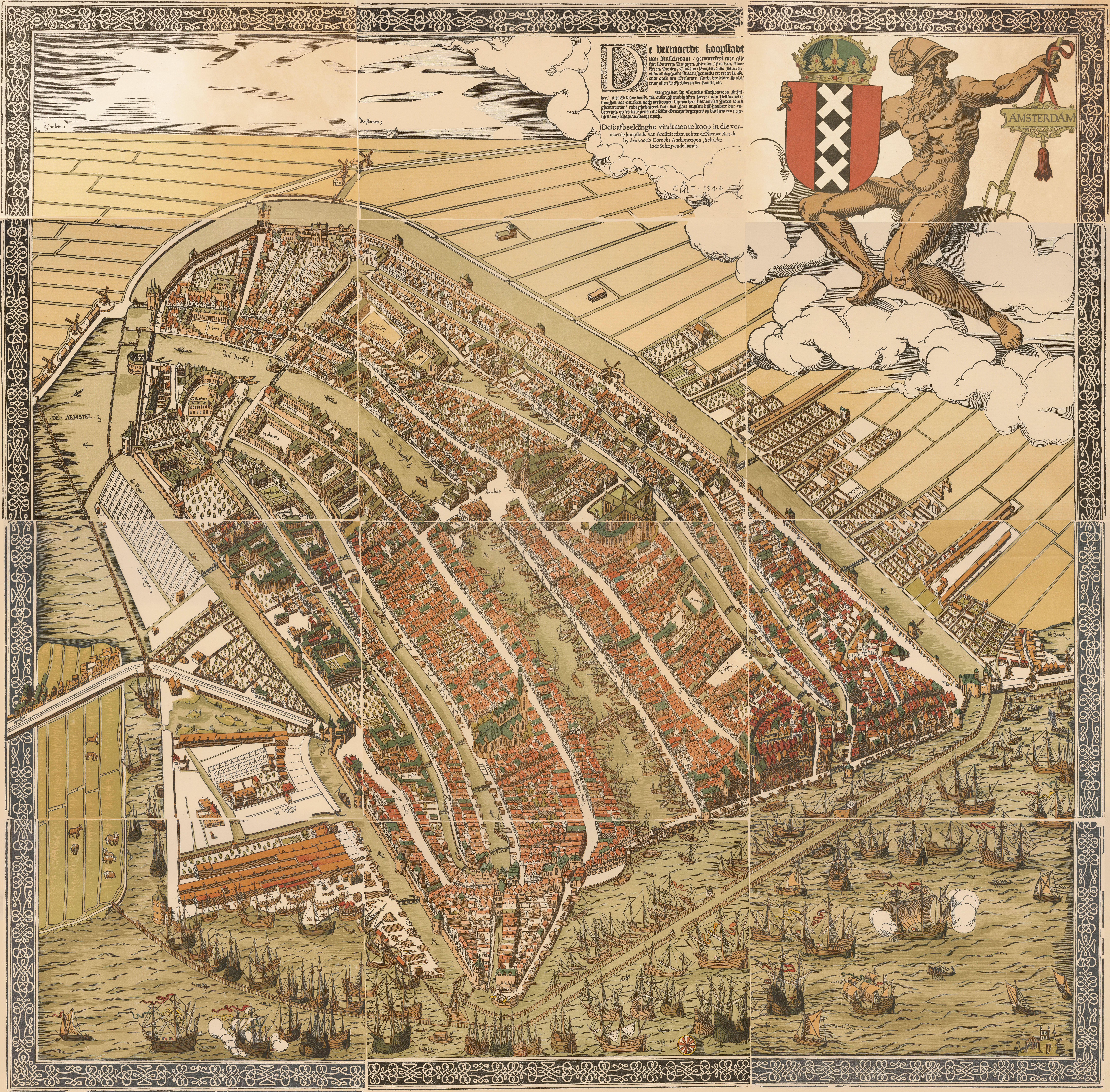
1544
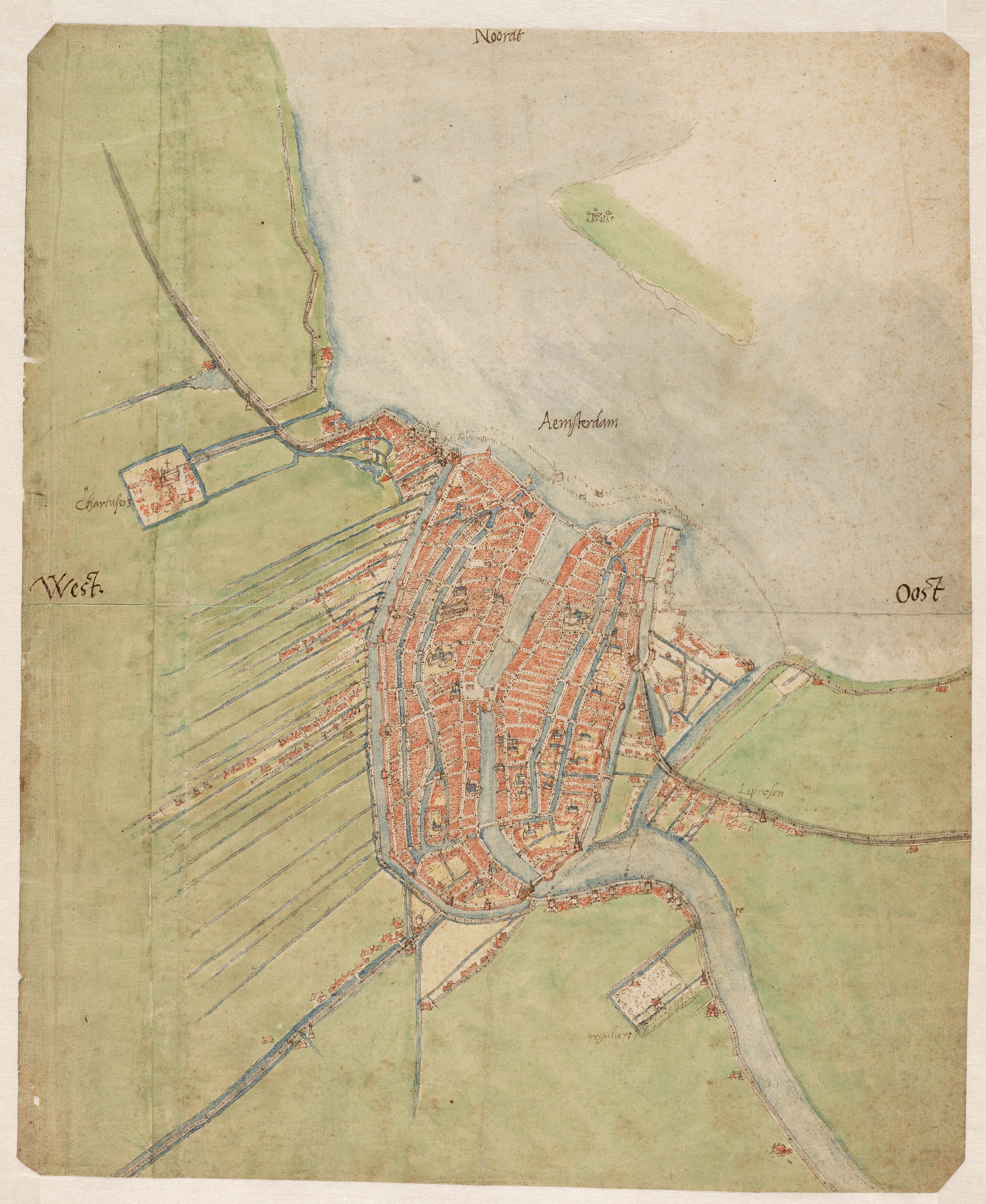
1560
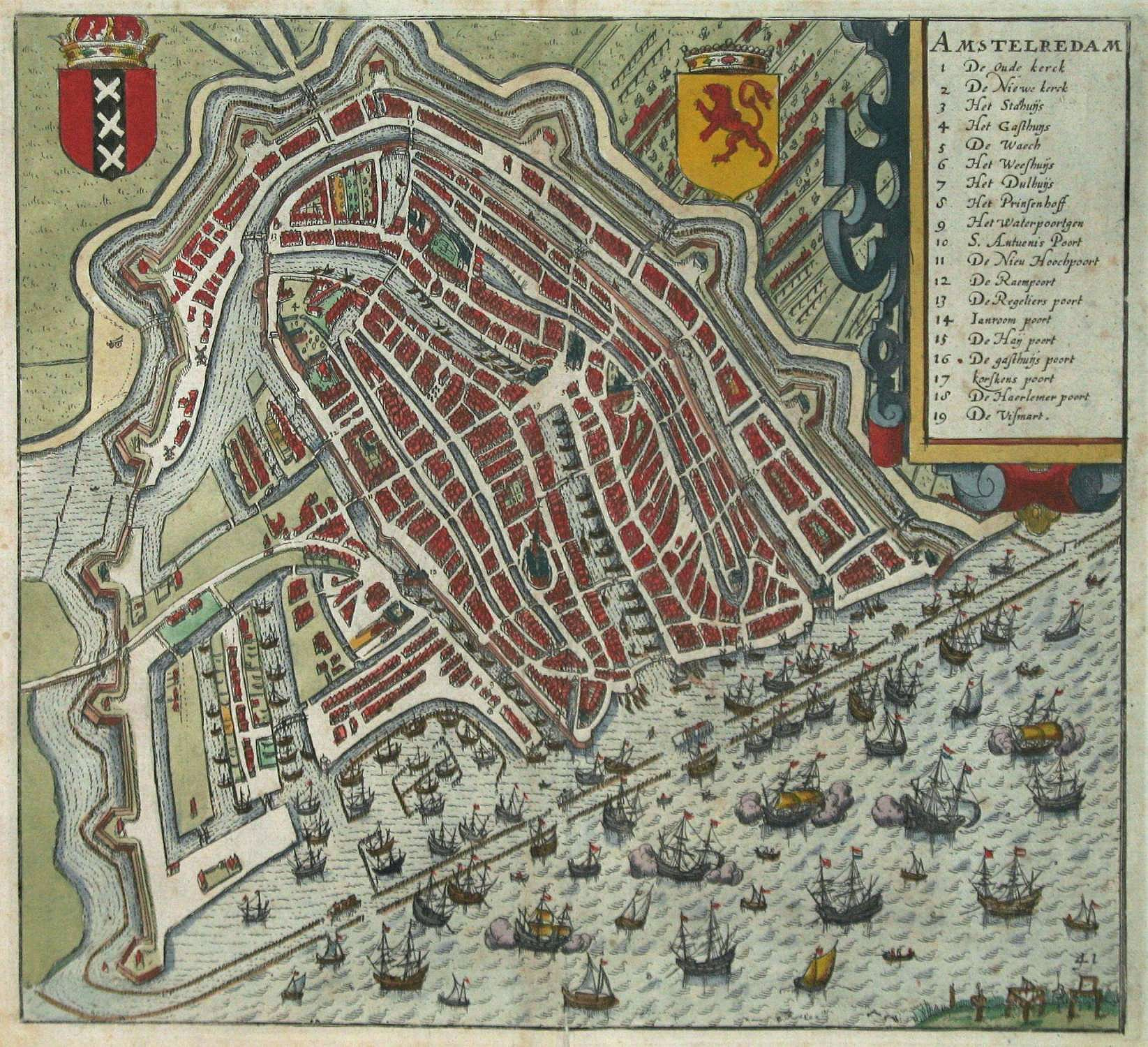
1593
1625
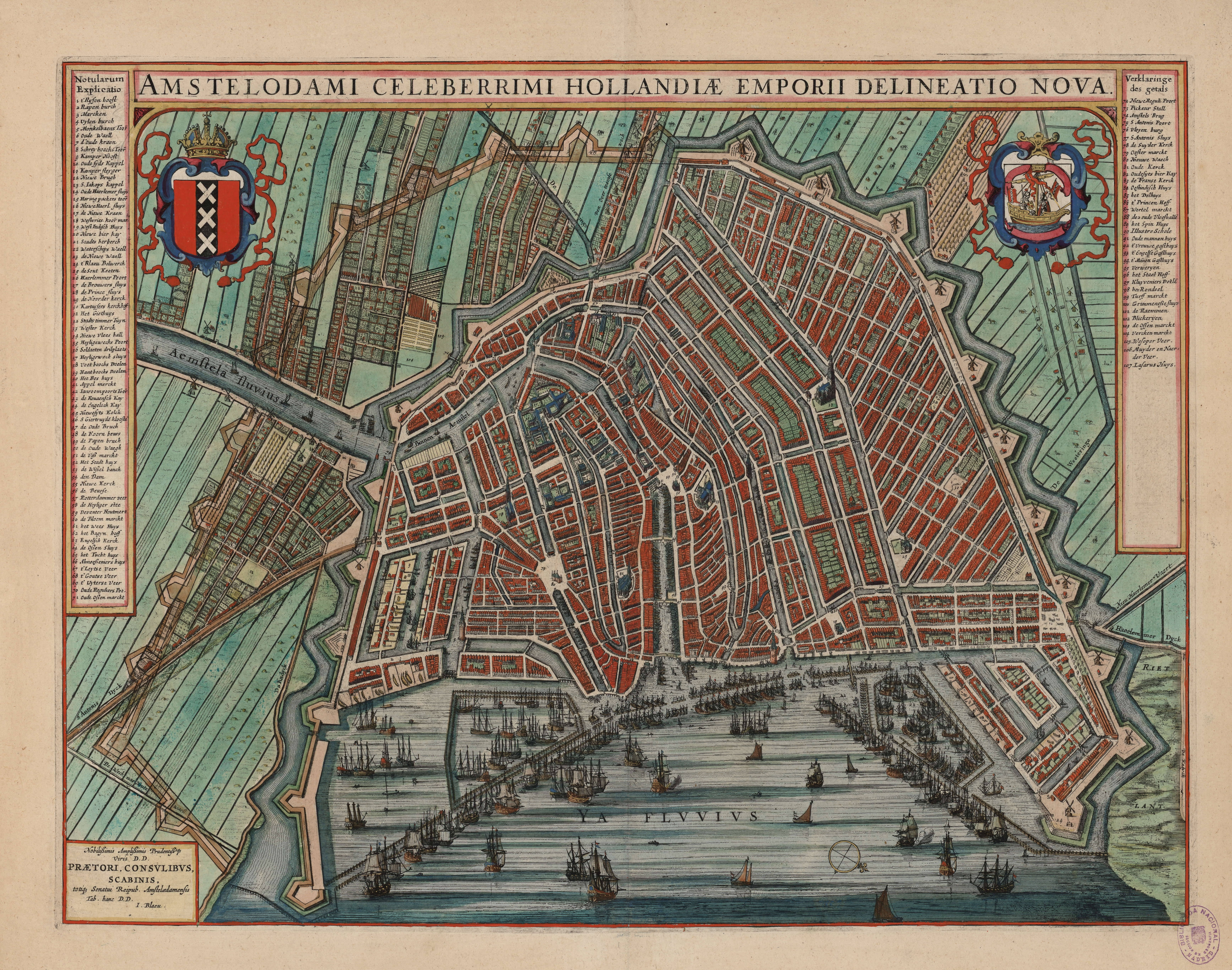
1649
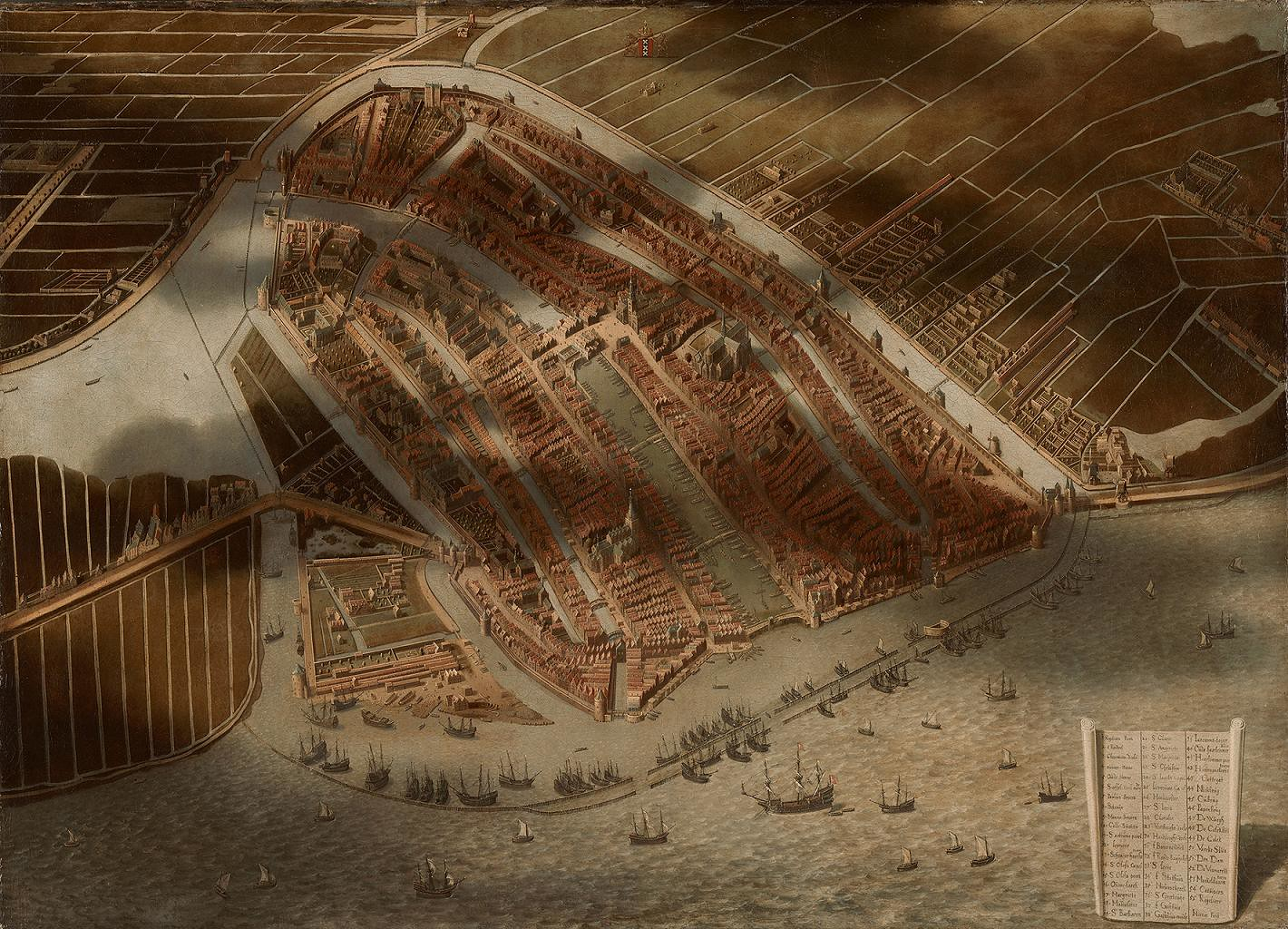
1652
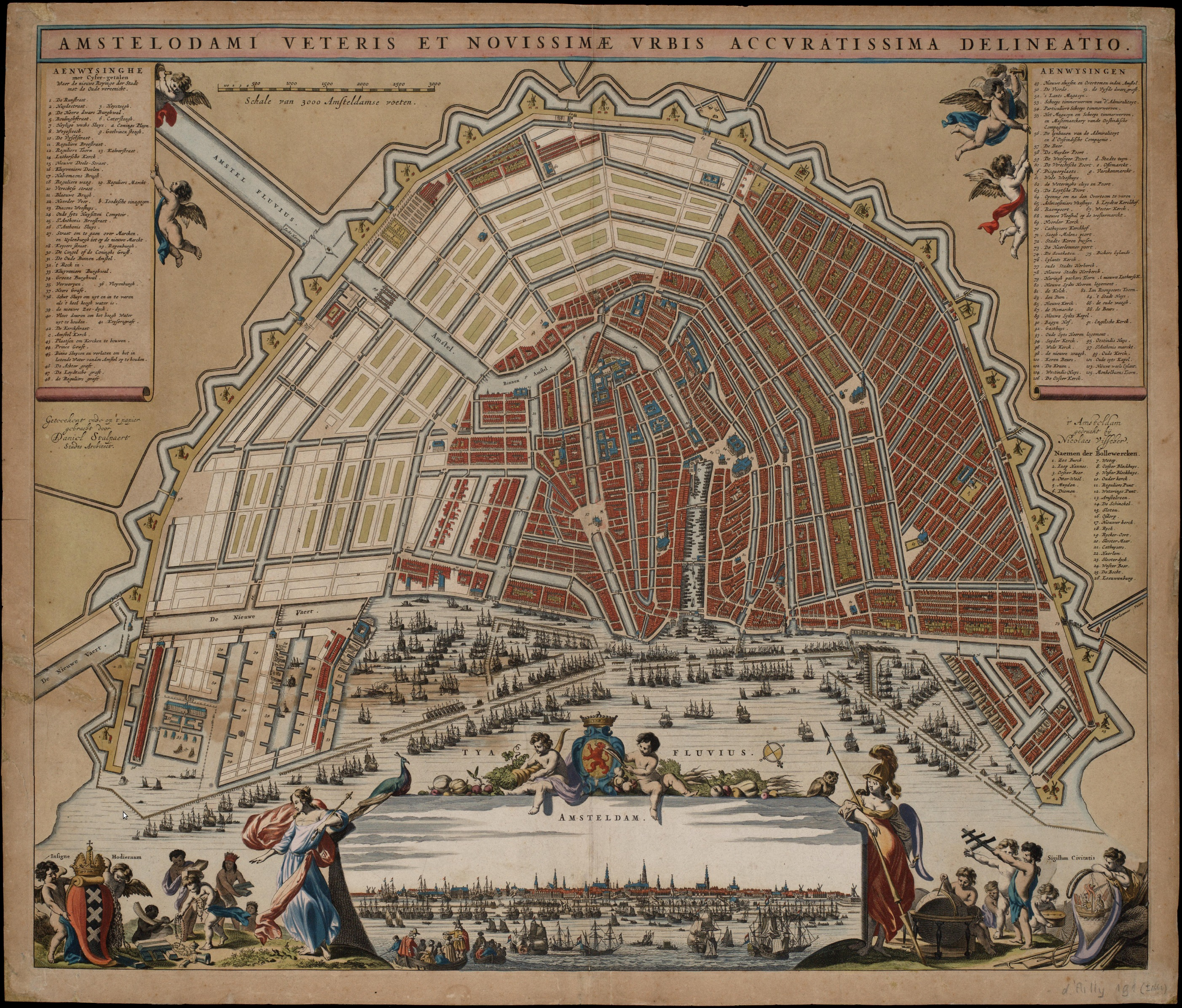
1662
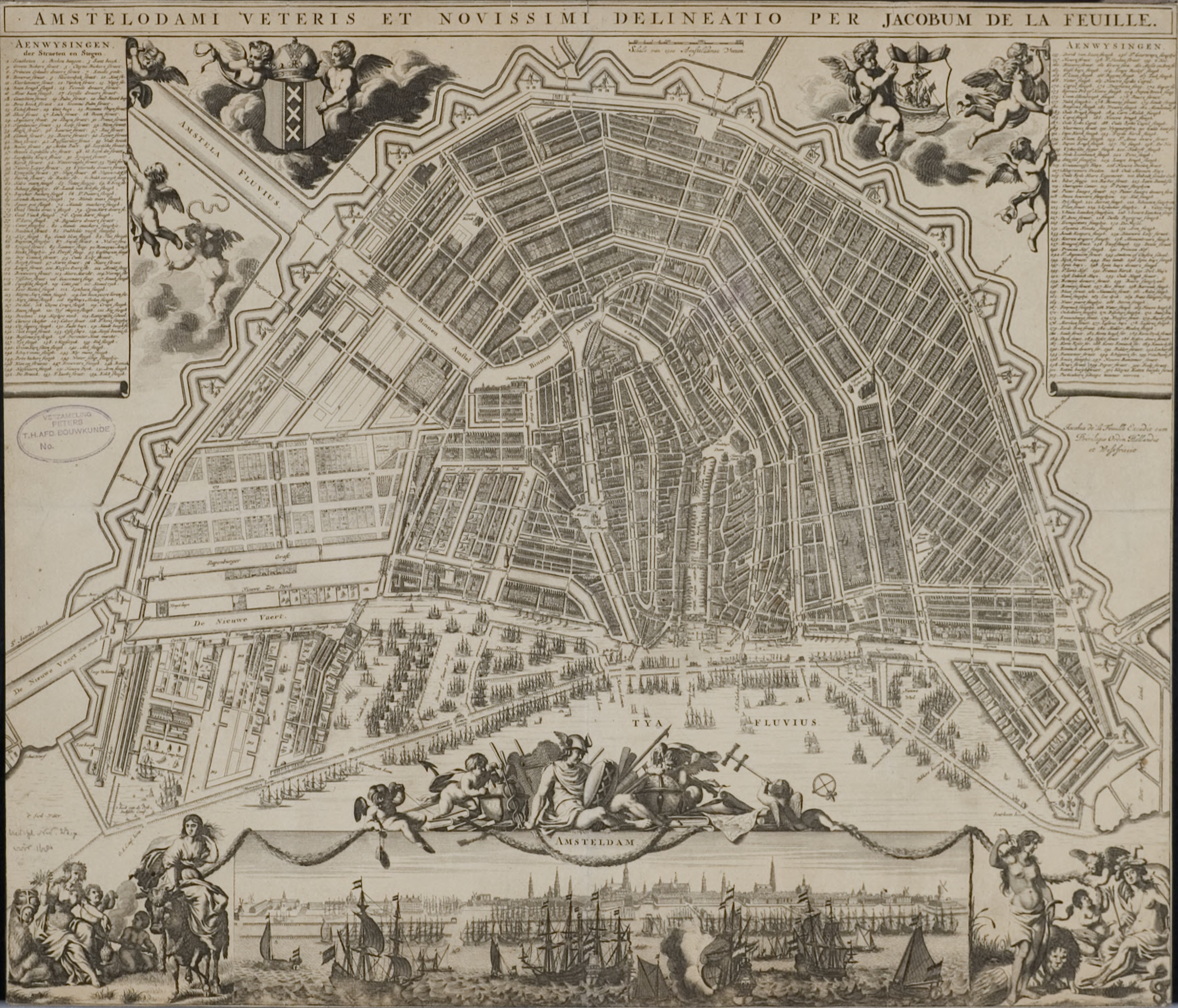
1675
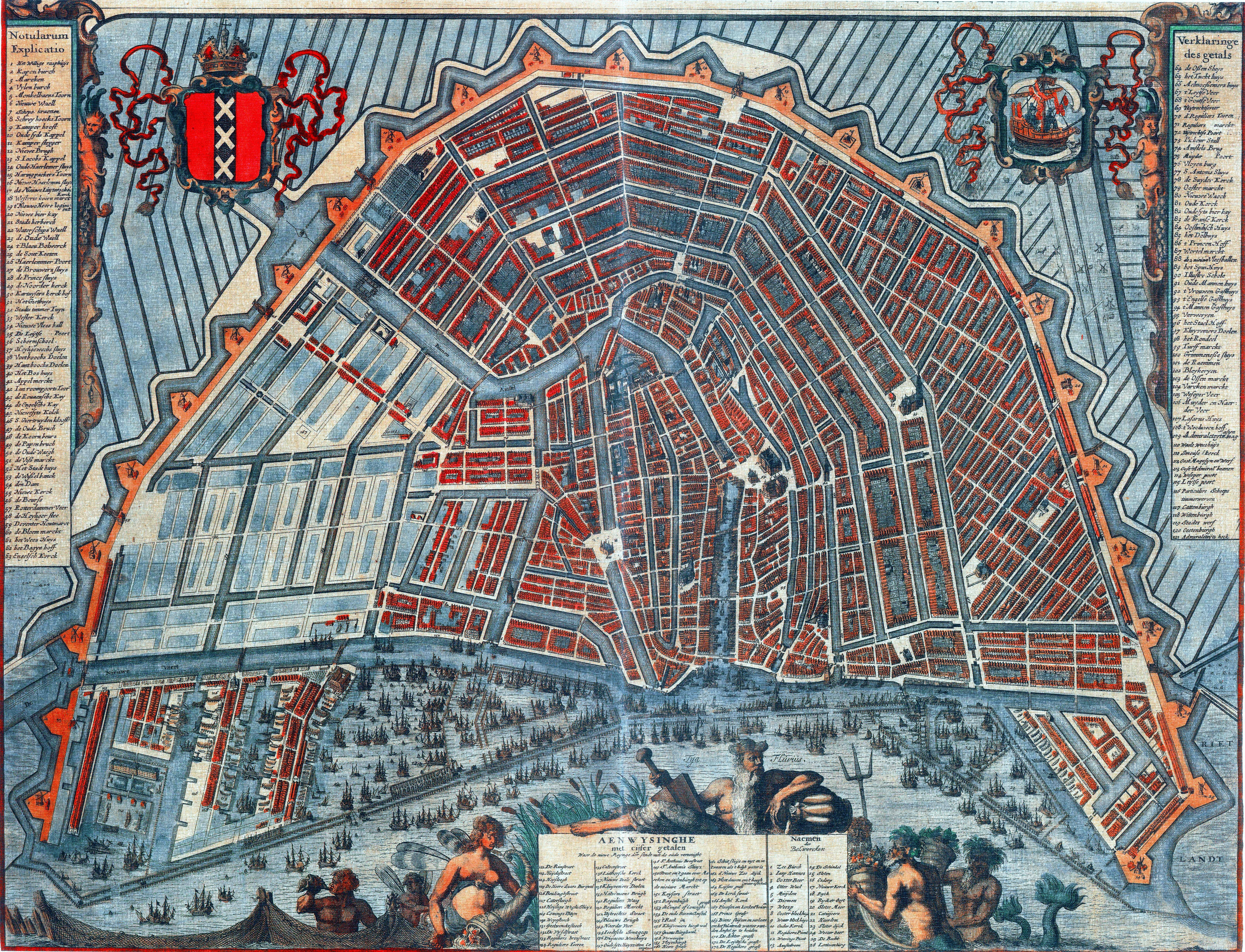
1692
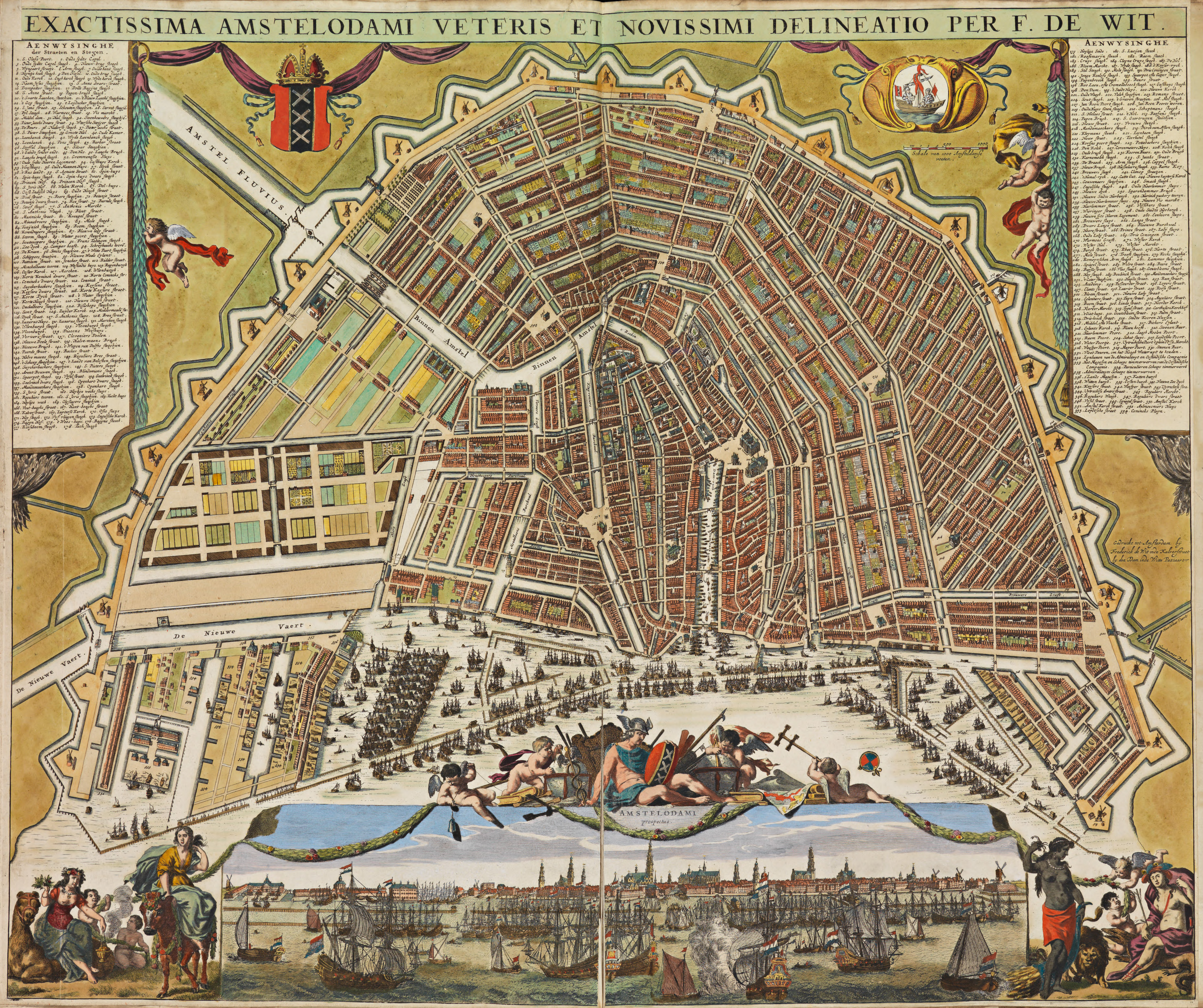
1699
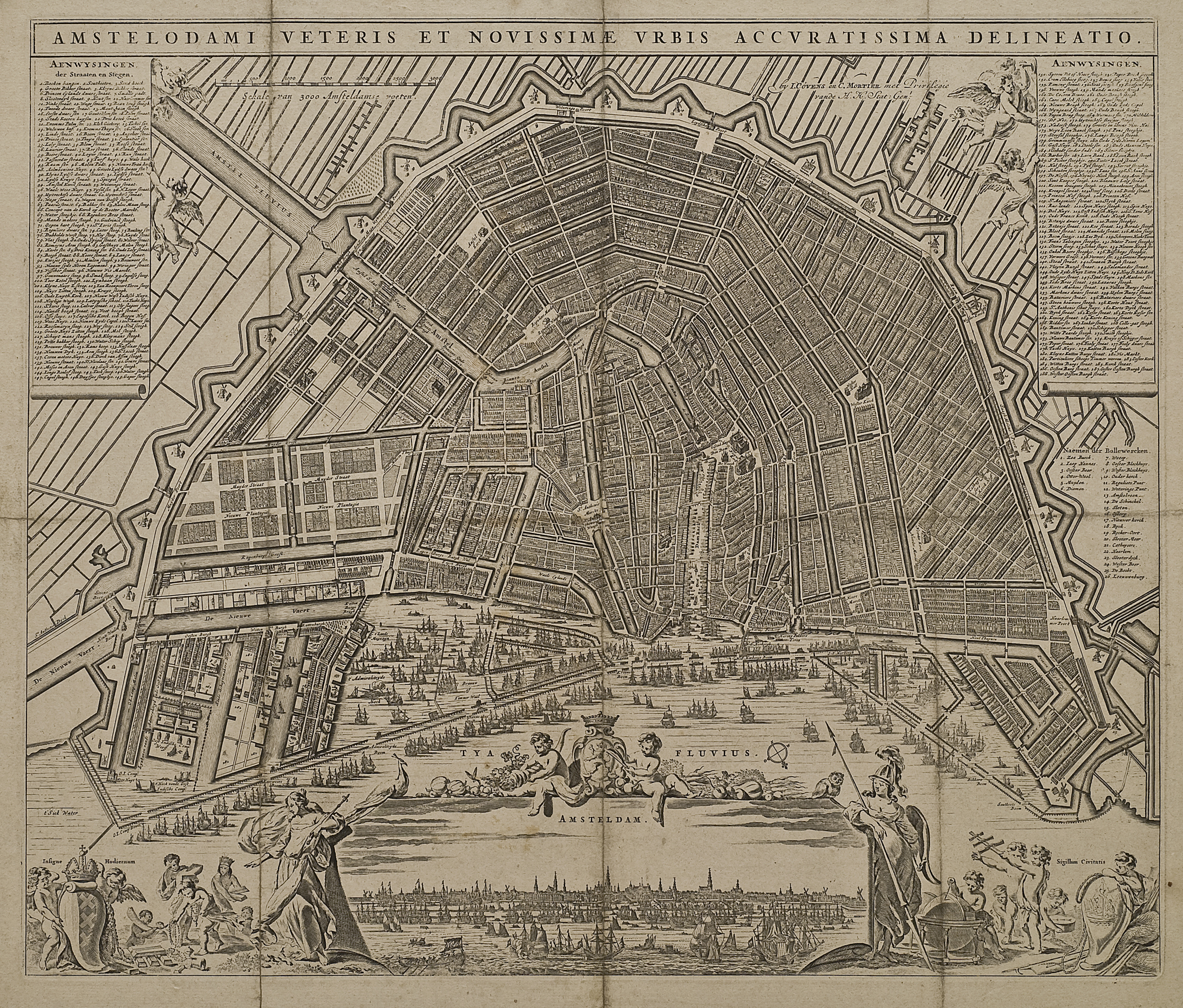
1721
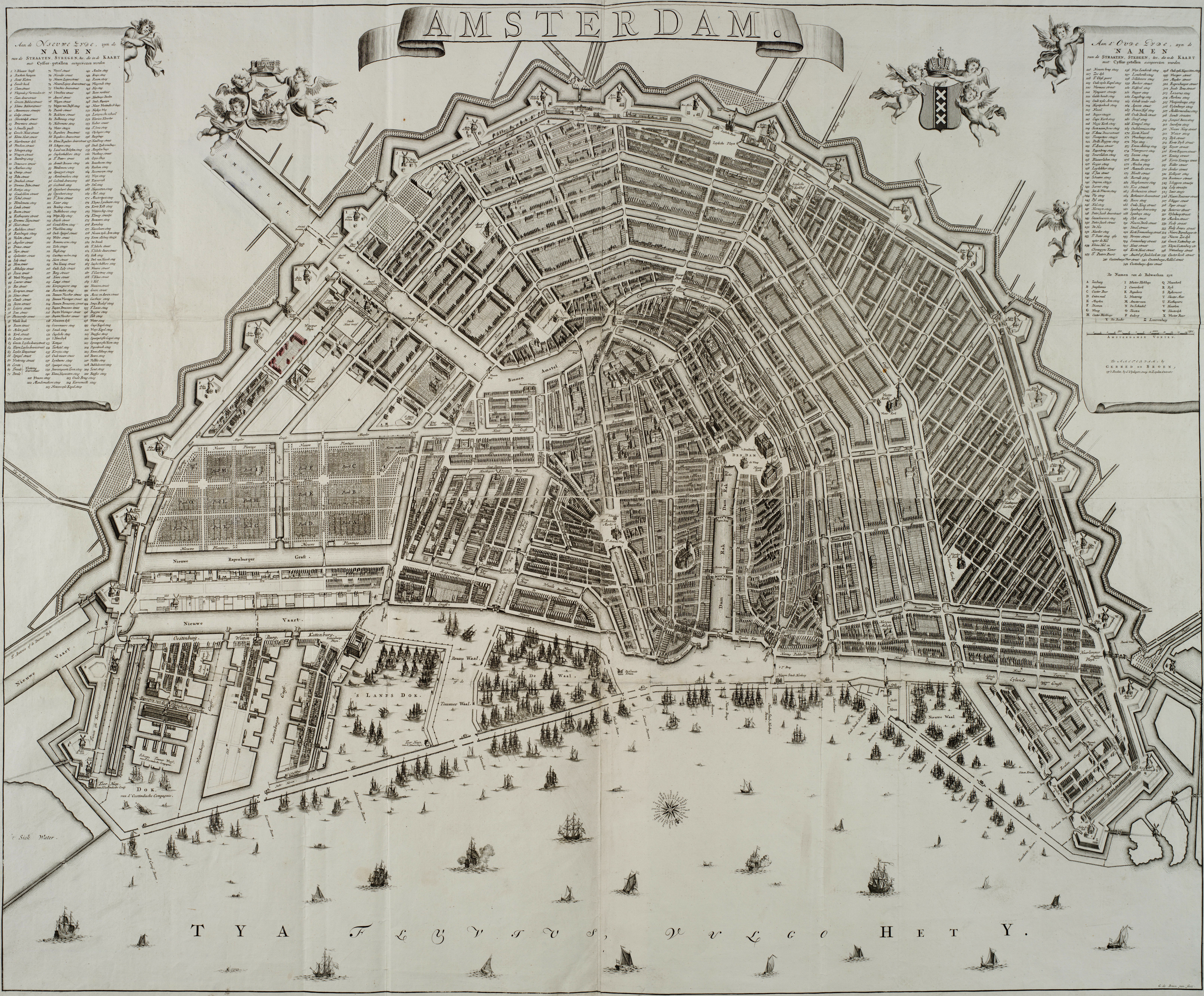
1737
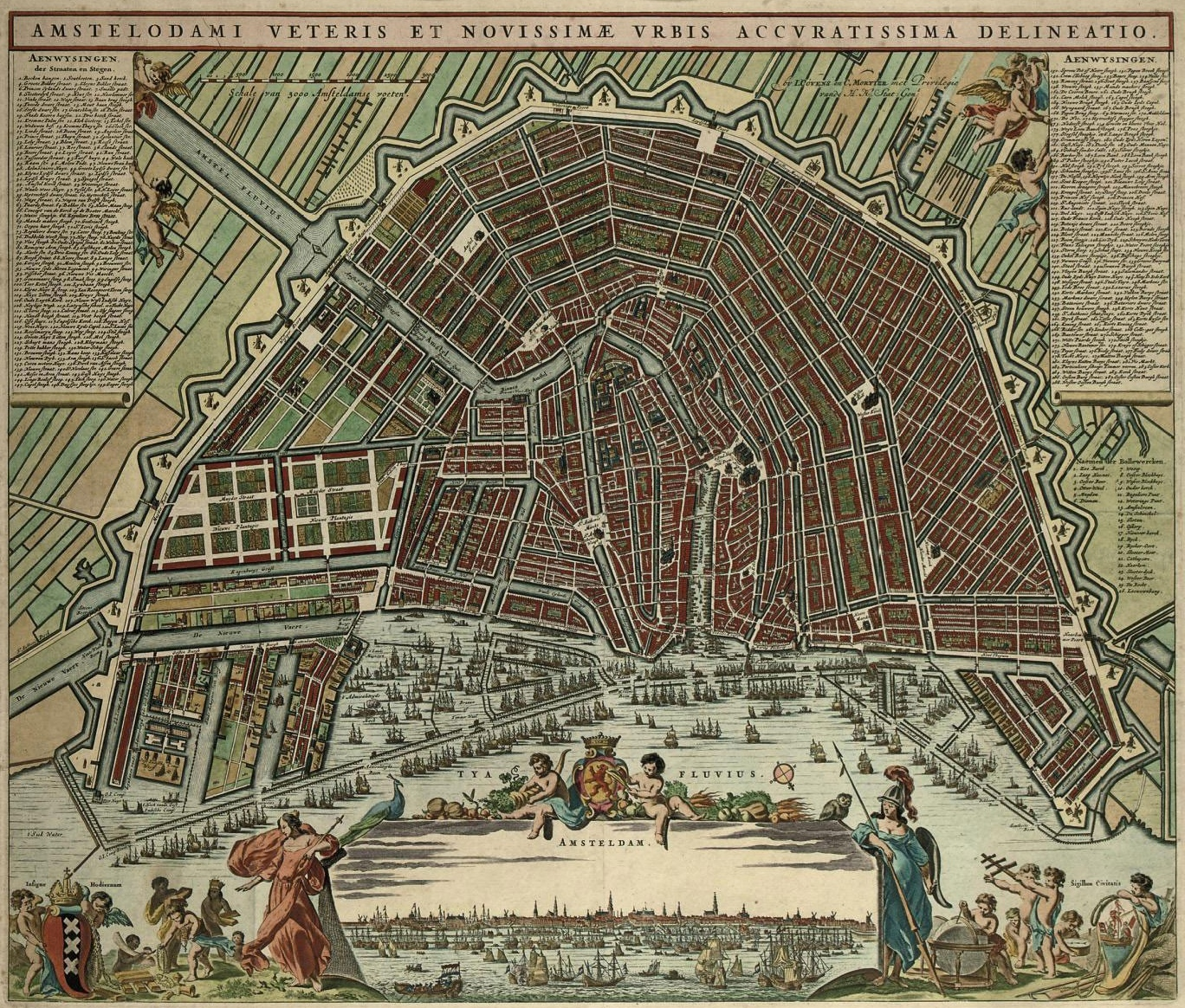
1748
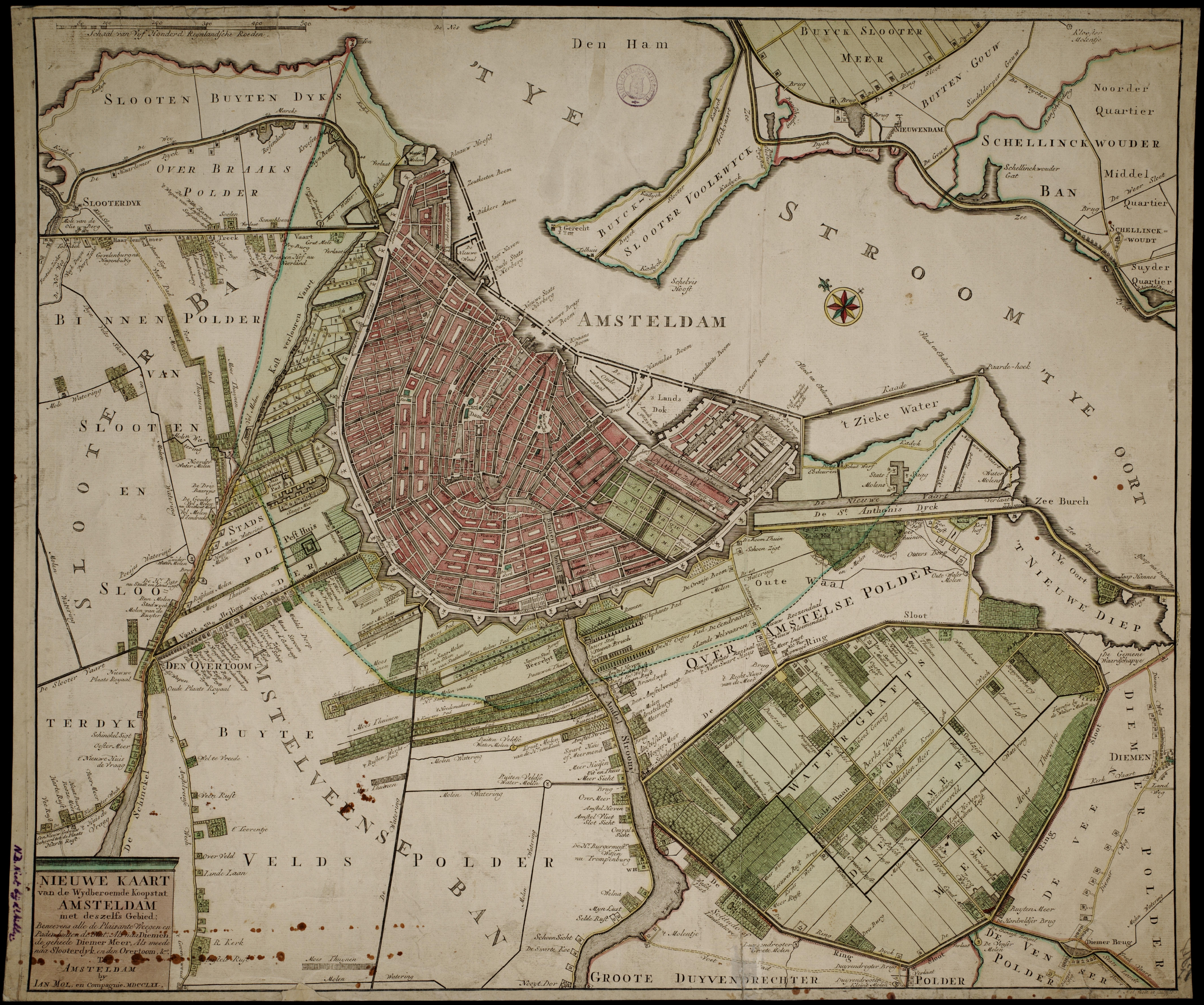
1770
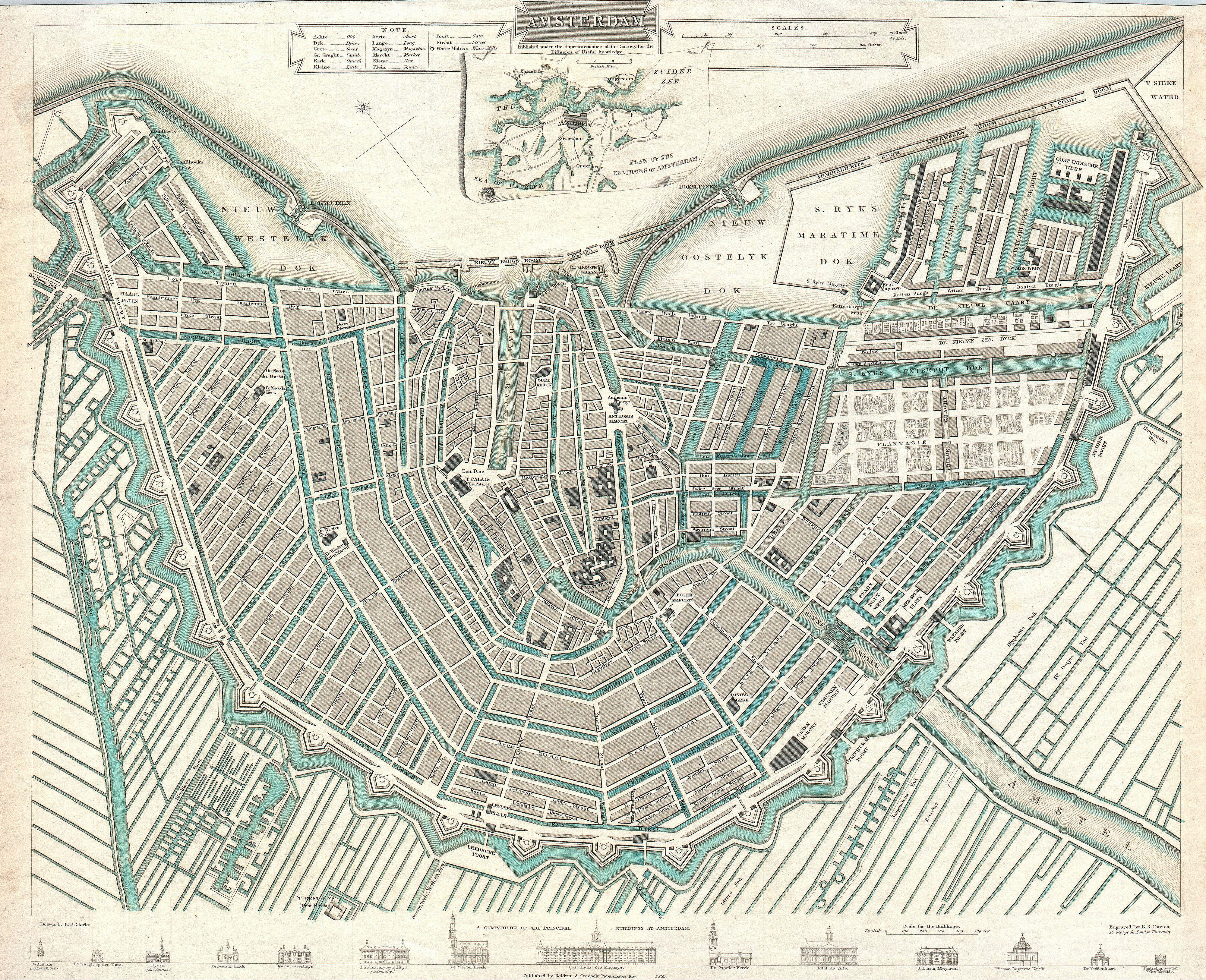
1835
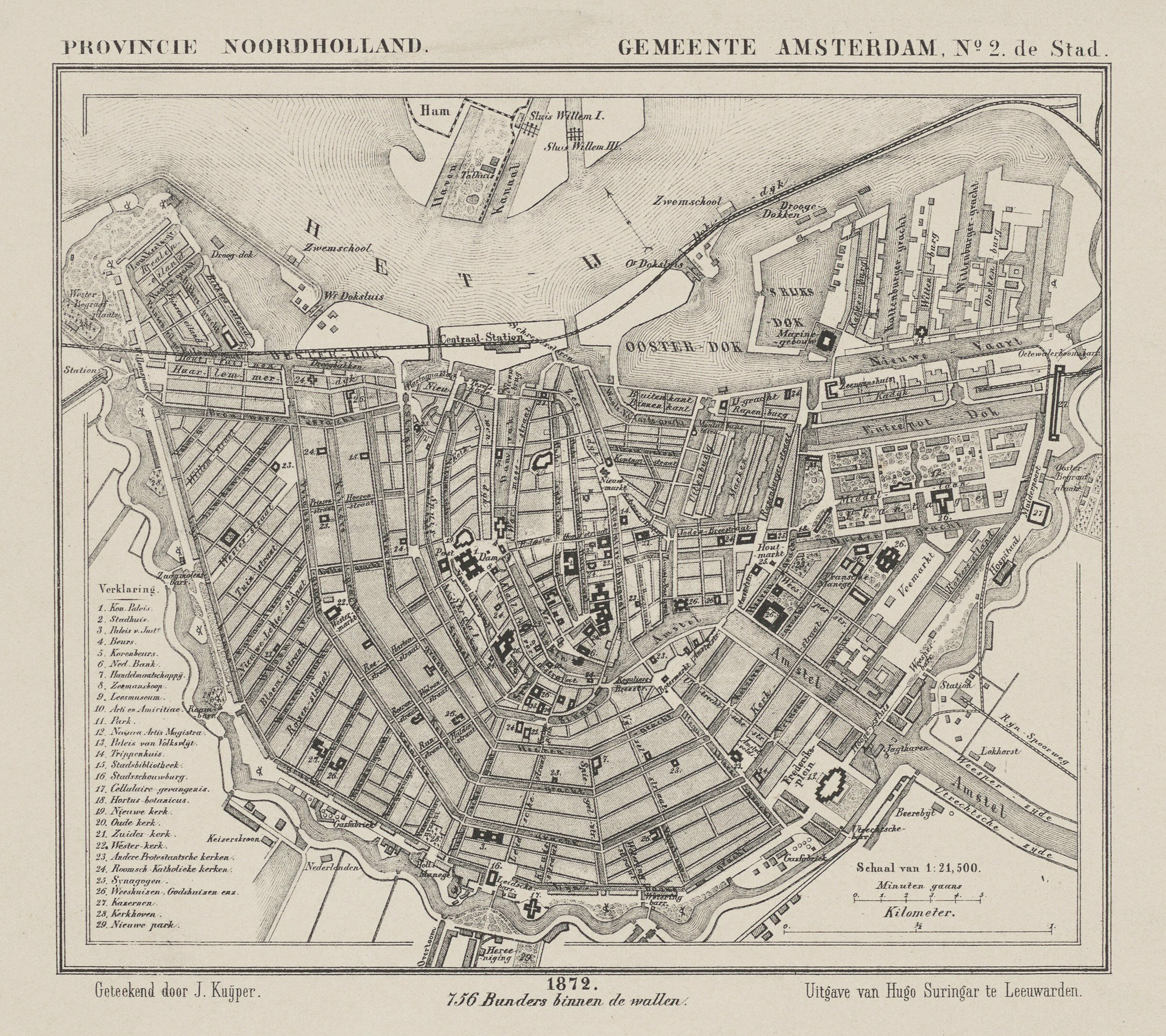
1872
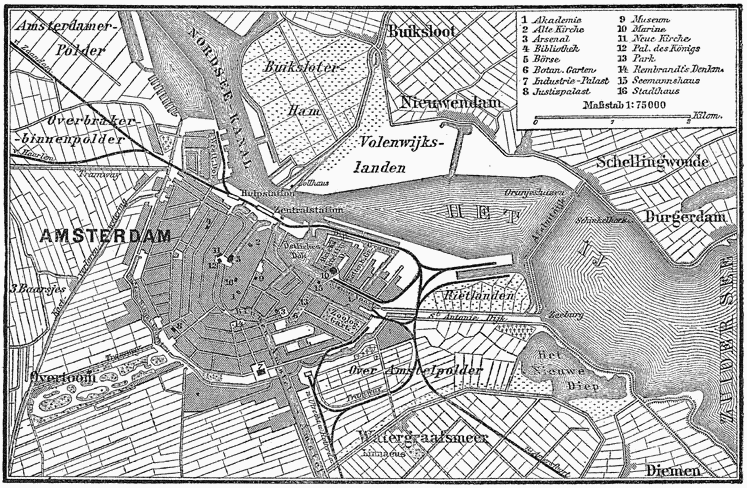
1888
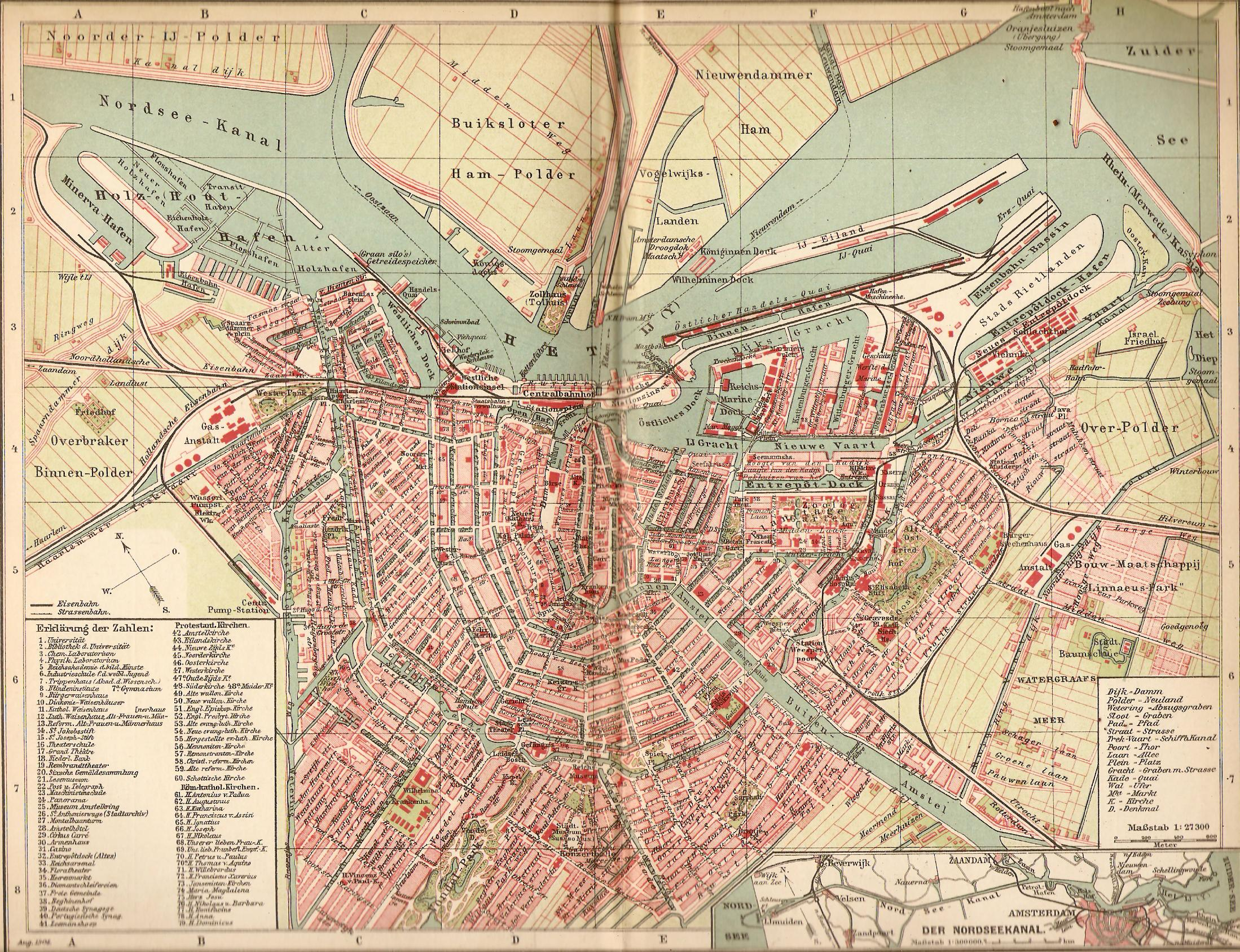
1901
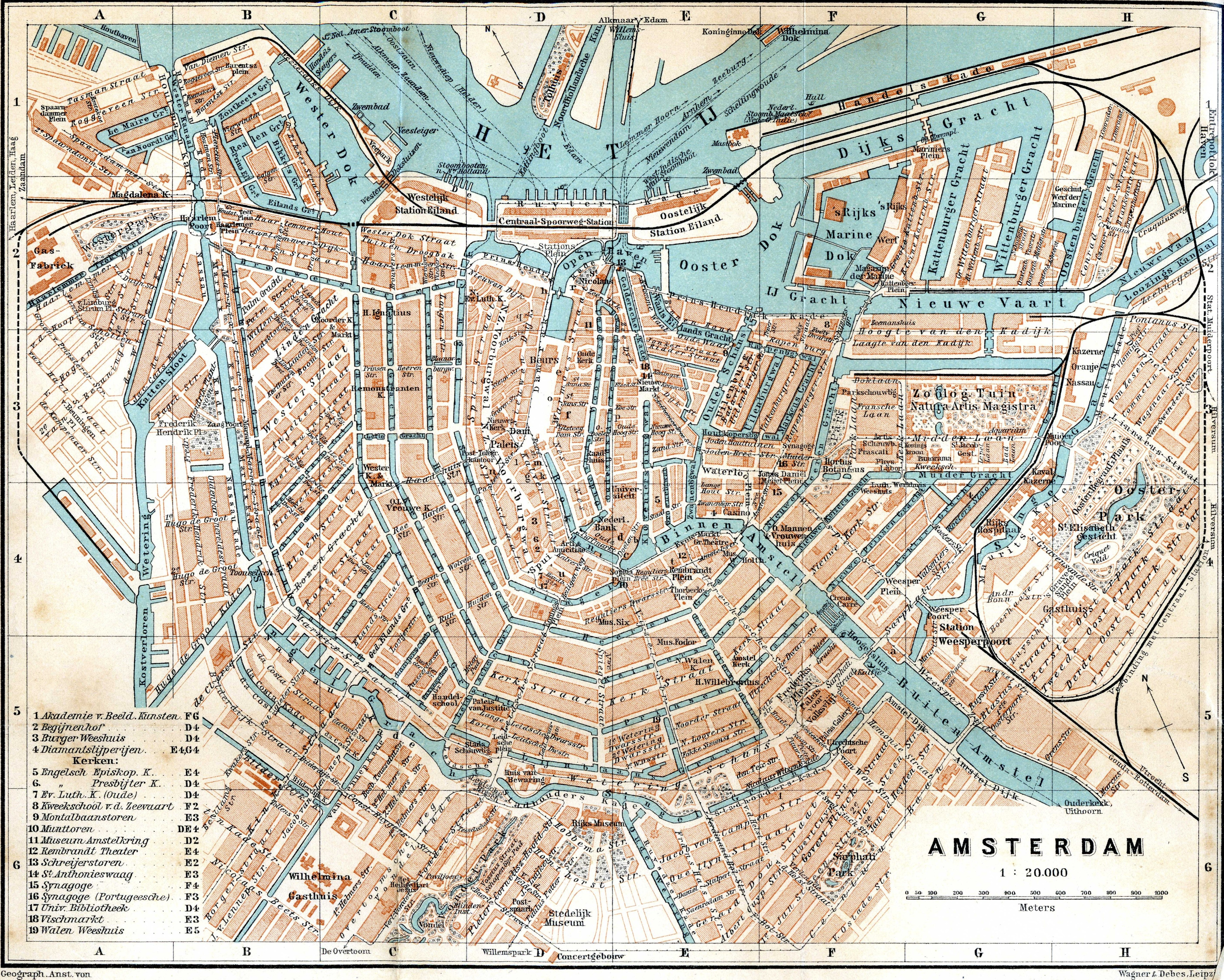
1905
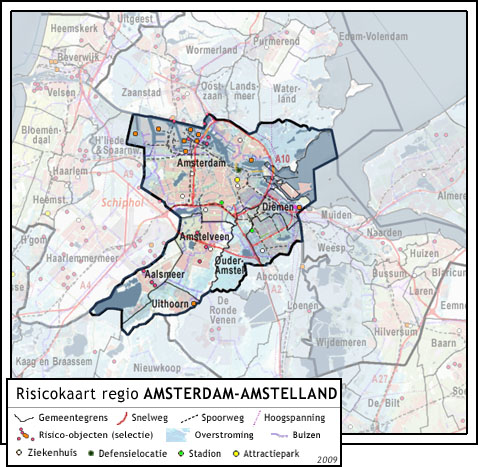
2009
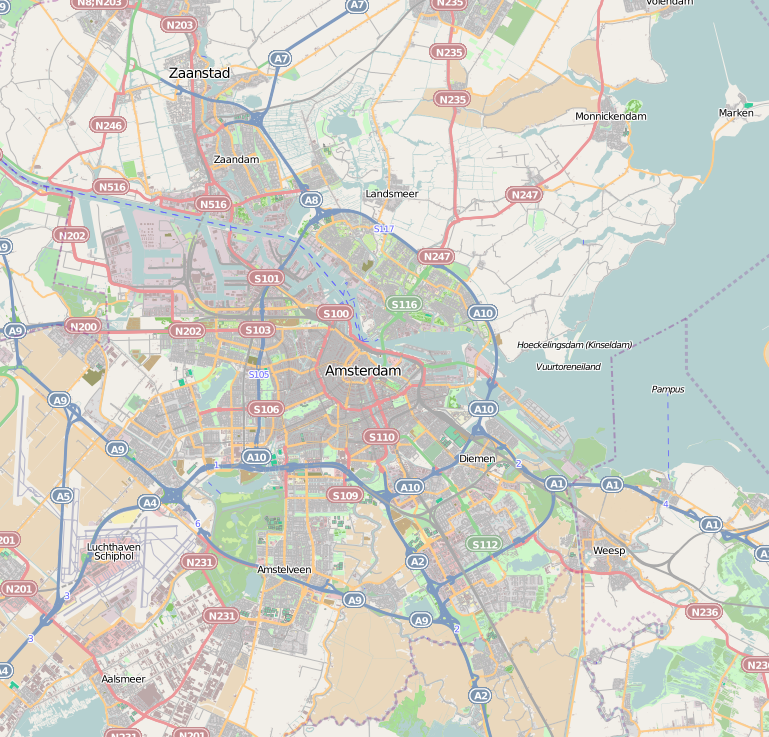
2010
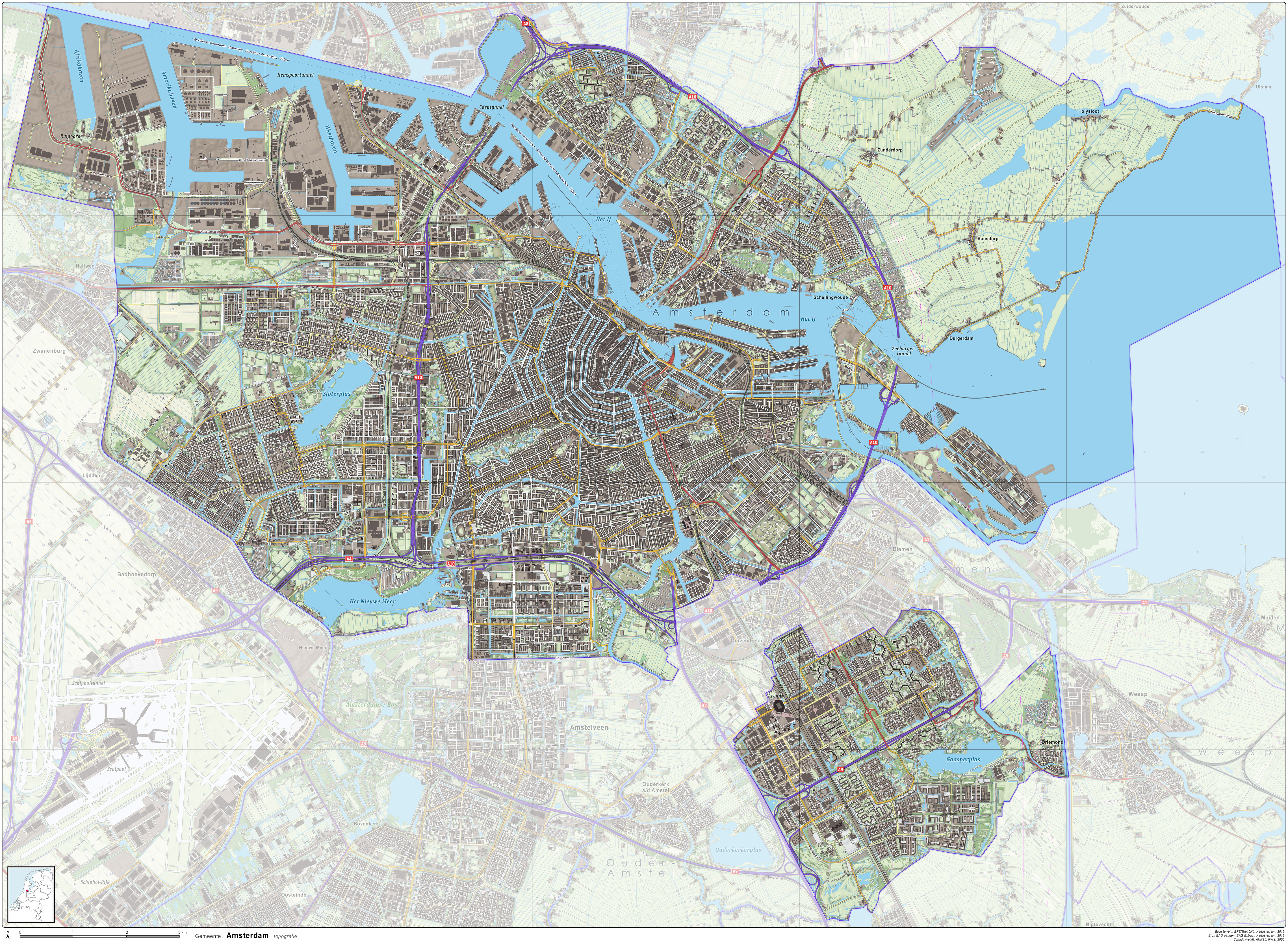
2012
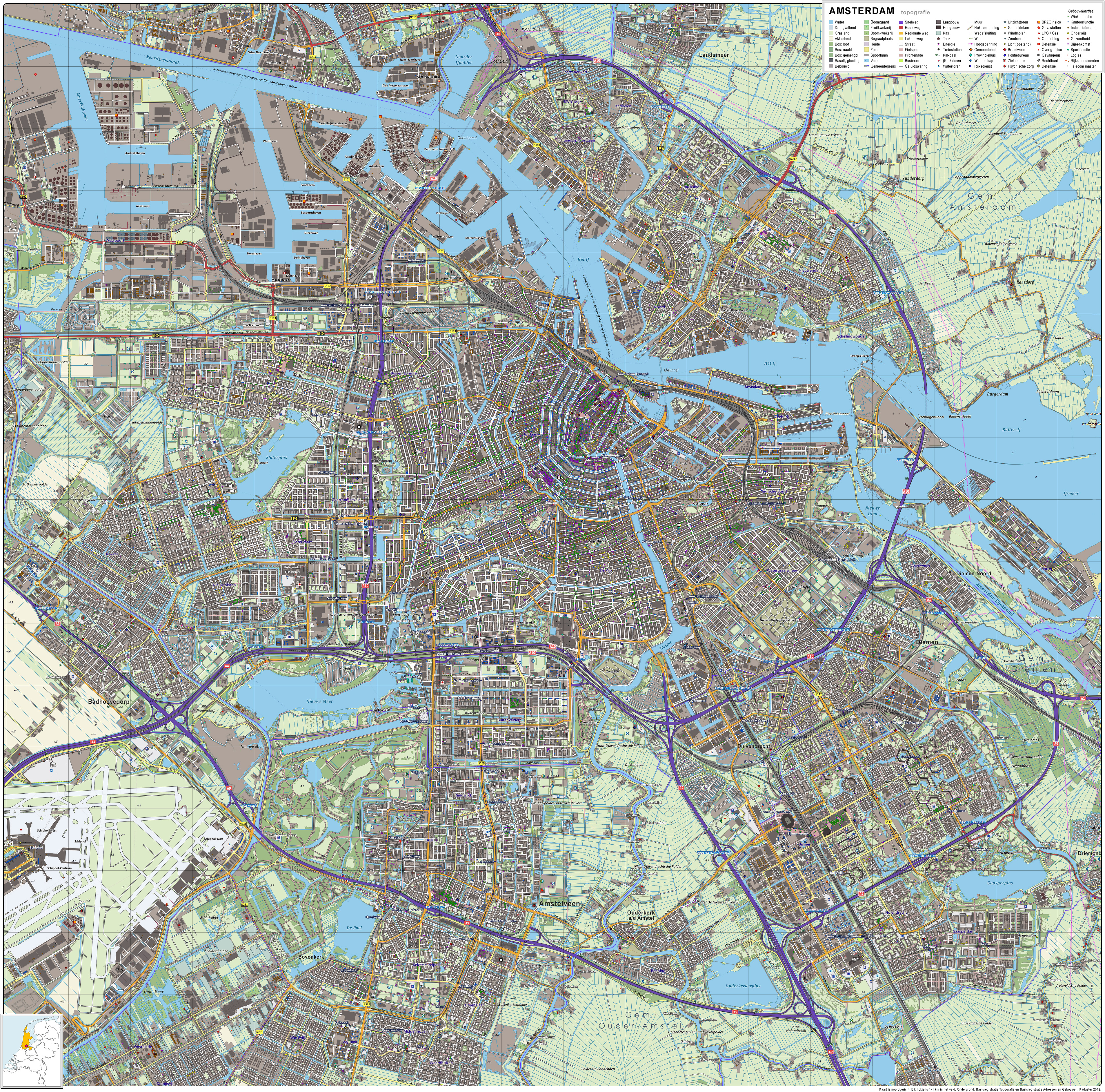
2012
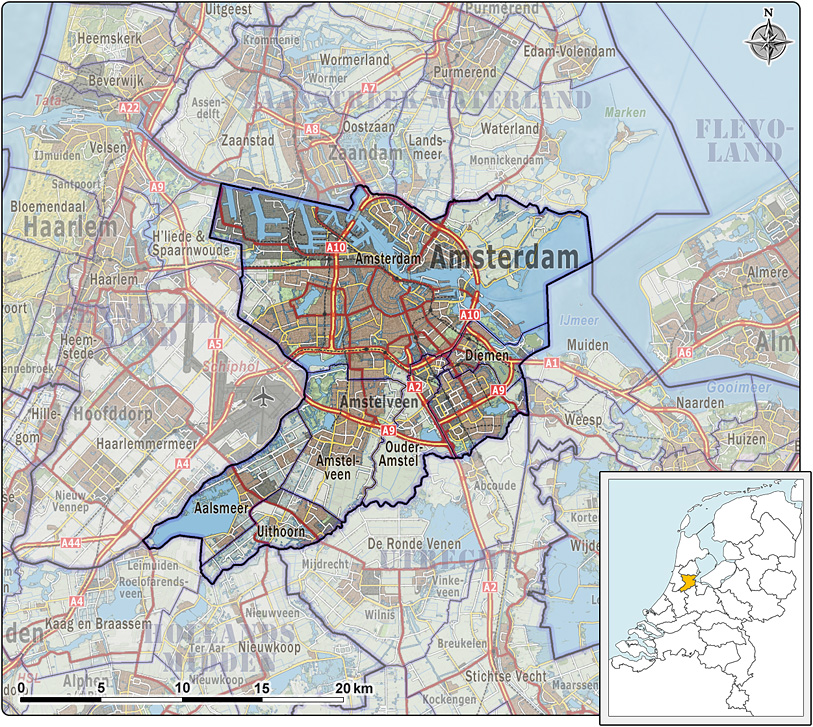
2013